# قضايا الاعتداء الجنسي ضد بيل كوسبي

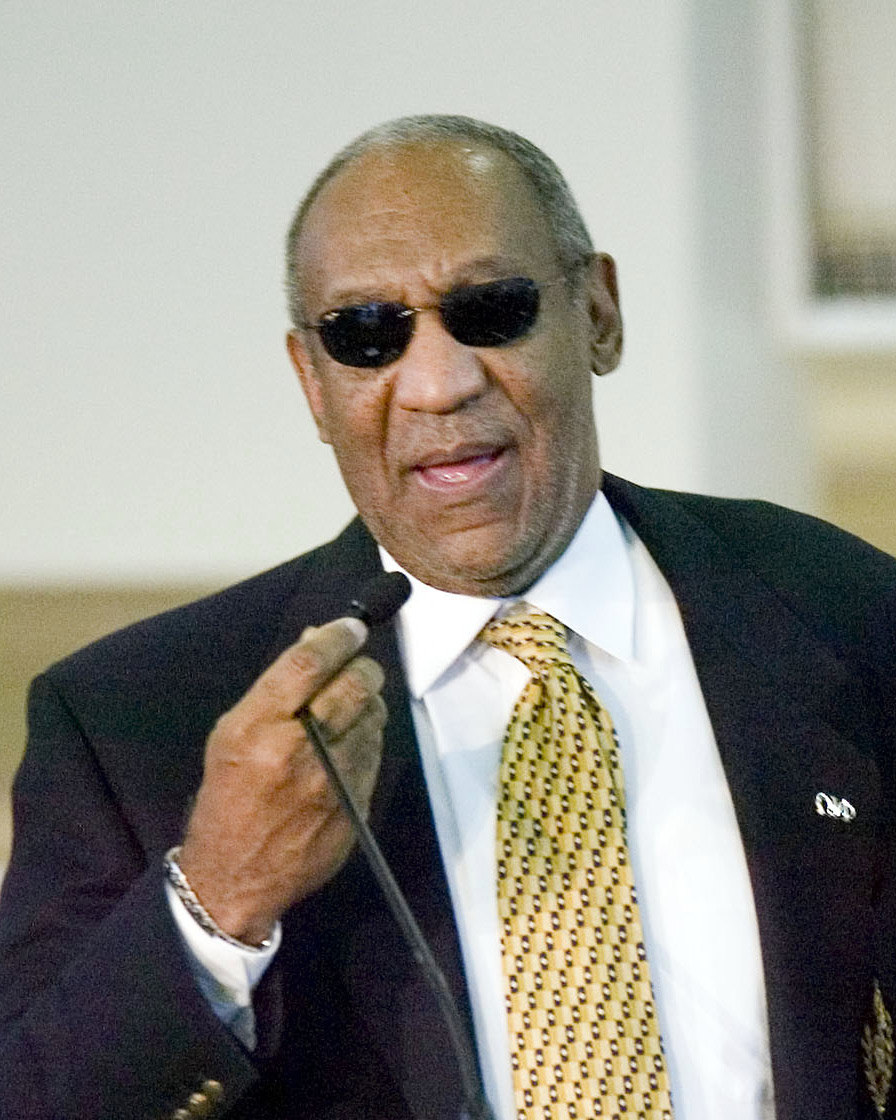
كوسبي في 2006.

كان الكوميدي الأمريكي بيل كوسبي موضوعًا للادعاءات المتعلقة بالاعتداء الجنسي حيث وقعت أولى الأحداث في منتصف الستينات. وقد اتهمته العديد من النساء بالاغتصاب والاعتداء الجنسي الذي ييسره استخدام المخدرات والبطارية الجنسية والاعتداء الجنسي على الأطفال وسوء السلوك الجنسي. أصبحت مزاعم الاعتداء الموجهة ضده أكثر علنية بعد أن أصبح روتين الكوميدي هانيبال بوريس منتشراً في أكتوبر 2014 مشيراً إلى سوء السلوك الجنسي السري لكوسبي. بعد ذلك تم تقديم العديد من المطالبات الإضافية. امتدت تواريخ الحوادث المزعومة من 1965 إلى 2008 في عشر ولايات أمريكية ومقاطعة كندية واحدة.
أكد كوسبي على براءته ونفى مرارا الاتهامات الموجهة ضده. وسئل عن هذه المزاعم في نوفمبر 2014 ورد عليها: «أنا لا أتحدث عن ذلك!» وقد رفض أن يناقش علنا الاتهامات في المقابلات في الماضي على الرغم من أنه أخبر صحيفة فلوريدا اليوم أنه «لا ينبغي على الناس الحديث عن الأمر ويجب أن لا يجيبوا على التلميحات». في مايو 2015 قال:«لقد كنت في هذا العمل طوال 52 سنة ولم أر قط شيئًا كهذا. الواقع هو وضع يمكنني الحديث عنه».
بعد هذه الادعاءات قطعت العديد من المنظمات علاقاتها مع الممثل الكوميدي وتم إبطال الألقاب والتكريمات. كما تم سحب العديد من المؤسسات الإعلامية من برنامج «عرض كوسبي» وغيره من البرامج التلفزيونية التي تتضمن «كوسبي». ألغت 25 كلية وجامعة شهادات فخرية. لاحظ جيسون لينتش مراسل أدويك أن «المشهد الإعلامي قد تغير بشكل كبير - وقد انضم إليه الآن وسائل تواصل اجتماعي الأقل تسامحًا».
وتقع معظم الأفعال المزعومة خارج نطاق قانون التقادم في الإجراءات القانونية الجنائية لكن التهم الجنائية رفعت ضد كوسبي في إحدى القضايا وتم رفع دعاوى قضائية عديدة ضده. اعتبارا من نوفمبر 2015 كانت هناك 8 دعاوى مدنية ذات صلة ضده. مثلت غلوريا ألريد 33 من الضحايا المزعومين. في يوليو 2015 تم إلغاء بعض سجلات المحكمة وإطلاقها للجمهور من دعوى أندريا كونستاند في عام 2005 ضد كوسبي. كما تم الإفراج عن النسخة الكاملة لإيداعه إلى وسائل الإعلام من خلال خدمة تقارير المحكمة. في شهادته اعترف كوسبي بممارسة الجنس العرضي الذي يتضمن استخدامًا ترفيهيًا للميثاكوالون المسكن المنوم مع سلسلة من النساء الشابات واعترف بأن تناوله للعقاقير الطبية غير قانوني.
في ديسمبر 2015 قُدمت ثلاث تهم من الدرجة الثانية من الاعتداء المخل بالاعتداء على كوسبي في مقاطعة مونتغومري بولاية بنسيلفانيا استناداً إلى ادعاءات كونستاند بشأن حوادث وقعت في يناير 2004. وانتهت محاكمة كوسبي الأولى في يونيو 2017 بصورة خاطئة. تم إدانة كوسبي لثلاث تهم من الاعتداء الفاحش المخادع عند إعادة المحاكمة في 26 أبريل 2018 ويواجه عقوبة تصل إلى عشر سنوات في السجن وغرامة 25000 دولار عن كل إحصاء مع تحديد تاريخ الحكم الصادر عليه في 24 سبتمبر 2018. في 25 سبتمبر 2018 حكم على كوسبي بالسجن لمدة ثلاث إلى عشر سنوات. محامي كوسبي توماس ميسيرو يخطط لتقديم استئناف.

## ادعاءات

### ادعاءات 1965-1996

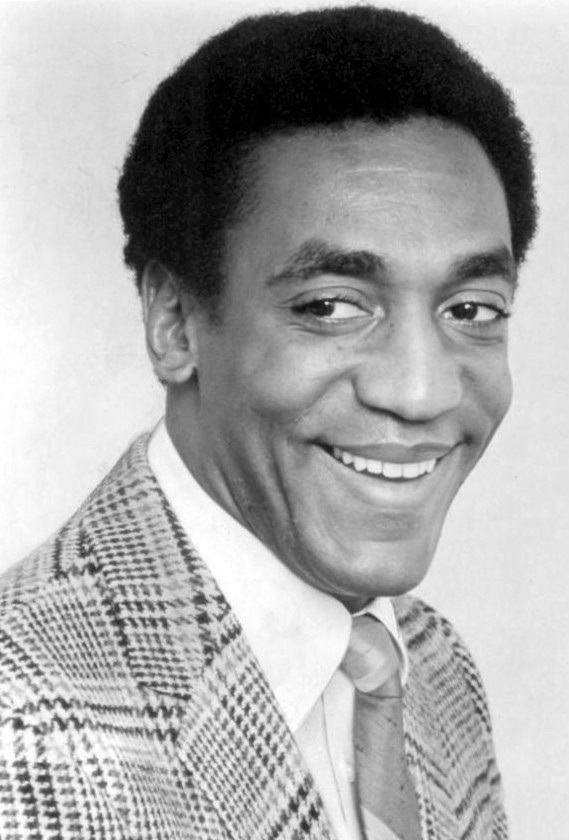
كوسبي في 1969.

من ادعاءات أخرى كثيرة ضد كوسبي كان أول موعد للمطالبة هو ديسمبر 1965. كريستينا روهلي اتهمت كوسبي بالتخدير والاعتداء عليها في منزله في بيفرلي هيلز خلال تلك الفترة. زعمت روهلي أنها أخبرت صديقها في ذلك الوقت بالحادثة وزعمت أنها أخبرت ابنتها فيما بعد عن اللقاء المزعوم في الثمانينيات. ومع ذلك فإنها لم تتحدث عن ذلك علنا حتى عام 2005 عندما تقدمت في قضية أندريا كونستاند كجون دو #12.
في أوائل الثمانينيات أخبر جوان تارشيز الصحفي المستقل جون ميلوارد عن الاعتداء الجنسي المزعوم من قبل كوسبي. لم يكتب ميلوارد عن الادعاءات. في عام 1996 قامت زميلتها في بلاي بوي بلاي ميت فيكتوريا فالنتينو بمقابلة مصورة على شريط فيديو حيث قدمت مزاعم بالاعتداء الجنسي ضد كوسبي. أجريت المقابلة من أجل الكشف عن حياة نماذج بلاي بوي التي لم تنشر أبداً.
بعد ظهور المزاعم من جديد في عام 2014 ذكرت ويندي ويليامز أنها أشارت خلال عرضها الإذاعي في عام 1990 إلى مزاعم الاعتداء الجنسي ضد كوسبي التي نُشرت في المستفسر الوطني. وقالت ويليامز أن كوسبي اتصل على رئيسها في منتصف البرنامج يطالب بإقالة ويليامز.

### الادعاءات والتحقيقات اللاحقة (2000-2006)
في 1 فبراير 2000 وفقا لبيان قدمه المخبر خوسيه ماكاليون من مكتب الضحايا الخاص في مقاطعة نيويورك قدمت ليشل كوفينجتون البالغة من العمر 20 عاما في ذلك الوقت شكوى جنائية ضد كوسبي تدعي أنه في 28 يناير 2000 في منزله في مانهاتن حاول كوسبي وضع يديه أسفل سرواله ثم كشف عن نفسه. كما زعم كوفينغتون أن كوسبي أمسك بثديها وحاول وضع يديه أسفل سرواله في منزله. تم استجواب كوسبي وأصر على أنه «لم يكن صحيحًا». أحالت الشرطة شكواها إلى محامي المقاطعة لكنهم رفضوا المقاضاة.
في يناير 2004 اتهمت أندريا كونستاند وهي موظفة سابقة في جامعة تمبل كوسبي بتخديرها ومداعبها. ومع ذلك في فبراير 2005 قال النائب العام لمقاطعة مونتغمري أنه لن تكون هناك رسوم بسبب عدم كفاية الأدلة المقبولة والمقبولة. قدمت كونستاند دعوى مدنية في مارس 2005 مع وجود ثلاث عشرة امرأة شاهدة محتملة إذا تم رفع القضية إلى المحكمة. قام كوسبي بالتسوية خارج المحكمة مقابل مبلغ لم يكشف عنه في نوفمبر 2006. بعد أن علمت أن التهم لم تتم متابعتها في قضية كونستاند تقدمت محامية كاليفورنيا تمارا لوسييه غرين وهي المرأة الوحيدة المعروفة في القضية السابقة بادعاءات في فبراير 2005 أن كوسبي قد خدرها واعتد عليها في السبعينيات. وقال محامي كوسبي أن كوسبي لم يكن يعرفها وأن الأحداث لم تحدث.
في مقابلة أجرتها صحيفة «فيلادلفيا ديلي نيوز» في يوليو 2005 زعمت بيث فيريير وهي واحدة من شهود «جين دو» المجهولين في قضية كونستاند أنه في عام 1984 وضع كوسبي مخدر في قهوتها واستيقظت وملابسها منزوعة عنها جزئياً. في عام 2005 زعمت شون أبشو براون وهي امرأة اعترف كوسبي بأنه أقام معها علاقة خارج الزواج في السبعينيات في «المستفسر الوطني» أن كوسبي قام بتخديرها واغتصابها في آخر مرة كان الاثنان معاً جنسياً. براون هي والدة أوتوم جاكسون التي تدعي أنها ابنة كوسبي غير الشرعية. وأدينت جاكسون في عام 1997 بالابتزاز بعد أن هددت بإعلان مزاعمها في صحيفة جلوب العالمية. في عام 2015 تحدثت براون بمزيد من التفاصيل عن مزاعمها المتجددة في مقابلة لصحيفة ديلي ميل.
في 9 يونيو 2006 نشرت مجلة فيلادلفيا مقالاً من روبرت هوبر الذي قدم تفاصيل تفصيلية حول ادعاءات كوند والقصص المماثلة التي أخبرها غرين وفيرر عن كيفية ذكرهما أنهما تعرضا للتخدير والاعتداء الجنسي. مع هذه الادعاءات الخطيرة ضد كوسبي كتب هوبر: "لقد جعل محاموه يدفعونه إلى الخلف لينزلقوا إلى نار هادئة وربما لا يرقى إلى أي شيء ولكن هناك أيضا احتمال أن ينفجروا لتدميره. كان عنوان المقال هو الدكتور هاكستابل والسيد هايد في إشارة إلى شخص له شخصيتان متميزتان مثل جيكل وهايد". قدمت هذه المقالة أيضًا باربرا بومان التي تقدمت بعد قراءة قصة كونستاند قائلة أنها لم تعد قادرة على الجلوس في صمت. ونشرت تفاصيل مزاعم «بومان» المشابهة للاعتداء الجنسي في العدد الصادر في المجلة في 1 نوفمبر 2006. أبلغت عن حادثين حدثا في أوائل عام 1986 حيث كانت تبلغ من العمر 18 عامًا وعملت كنموذج طموح وممثلة بعد أن قدمها وكيلها إلى كوسبي وأصبح صديقها ومرشدها الجيد قائلاً أنها نجت من هجماته وعادت إلى مسقط رأسها دنفر وكوسبي بعد ذلك خرب مسيرتها المهنية.

### تصريحات بيرس (أكتوبر 2014)

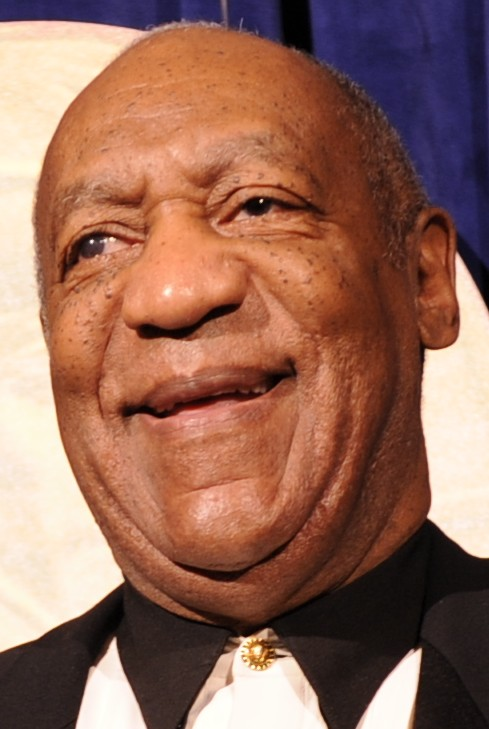
كوسبي في 2011.

في 16 أكتوبر 2014 عالج هانيبال بوريس كجزء من برنامجه الكوميدي الروتيني في فيلادلفيا ميراث كوسبي «بالكلام» إلى الشباب السود حول نمط ملابسهم وأسلوب حياتهم. وانتقد بؤس الأخلاقيات العامة للمؤلف بقوله: «نعم لكنك اغتصبت النساء يا بيل كوسبي بحيث ينقلك نوع من الشقوق». يبدو أن الجمهور يستجيب لاتهام بيرس على أنه نكتة مزعجة قبل أن يشجع الجميع على القيام بالبحث في جوجل عن اغتصاب بيل كوسبي عندما يصلون إلى المنزل. كان بوريس يستخدم نفس نمط كوسبي في الأشهر الستة السابقة مع رد ضئيل لكن كلمة أداء أكتوبر انتشرت بسرعة بعد نشرها على موقع مجلة فيلادلفيا. تكثفت التغطية الإعلامية مع العديد من المنشورات التي تتناول مسألة كيف تمكن كوسبي من الحفاظ على كما سماها بوريس في نمطه «صورة تفلون» على الرغم من أن أكثر من عقد من اتهامات الاعتداء الجنسي العام.
بعد ذلك بوقت قصير ذكرت صحيفة يو إس إيه توداي أن كوسبي أو ممثله قاموا بإرسال طلب لأتباع تويتر «للمضي قدمًا!» تم حذف التغريدة بعد أن أشار عدد كبير من الميمات المقدمة إلى اتهامات الاعتداء الجنسي ضد كوسبي.

### ادعاءات اعتداءات إضافية
بعد ظهور ملاحظات بوريس في نوفمبر 2014 الصحفية جوان ترشيز وعارضة الأزياء جانيس ديكينسون والممثلة لويزا موريتز وزوجة الممثل لو فيريغنو كارلا وممرضة فلوريدا تيريز سيريجنيز وعارضة بلاي بوي فالنتينو وساريتا باترفيلد والممثلة ميشيل هيرد و11 امرأة أخرى اتّهمن أيضًا بوقوع اعتداءات من قبل كوسبي ضدهن في الفترة بين عامي 1965 و 2004. بالإضافة إلى ذلك كتبت المحامية الاجتماعية ومقدمة البرامج التلفزيونية شارلوت لوز مقالاً في نوفمبر 2014 نشرته صالون تتهم كوسبي بالاعتداء على صديقة لها والتي فقدت معها الاتصال فيما بعد. في الشهر التالي في مقال نشرته مجلة فانيتي فير زعمت بيفرلي جونسون أنه تم تخديرها من قبل كوسبي أثناء الاختبار في عام 1986 وأنها عرفت نساء أخريات لهن نفس الروايات.
وذكر محامي كوسبي أن حساب ديكنسون يختلف عن الحسابات السابقة التي قدمتها عن الحادث وأصدر بيانا قال فيه جزئيا: «السيد كوسبي لا ينوي تكريم هذه الادعاءات بأي تعليق». ورفض بيان المتابعة. هذه الادعاءات «لا أساس لها من الصحة» ومثال «التشهير الإعلامي». بيان مشترك من كوسبي وكونستاند بحصول تسوية مدنية في عام 2006 أوضح البيان الذي صدر قبل بضعة أيام بقوله أنه لم يحيل إلى حالة كونستاند والتي تم حلها منذ سنوات.
في يناير 2015 زعمت سيندرا لاد أن كوسبي قام بتخديرها والاعتداء عليها جنسياً في عام 1969. في مايو 2015 زعمت ليلي بيرنارد أن كوسبي اعتدى عليها جنسياً في أوائل التسعينيات وأنها أجرت معها مقابلات مع الشرطة في اتلانتيك سيتي بشأن هذا الادعاء. ولأن ولاية نيوجيرسي ليس لديها قانون تقادم للاغتصاب كانت برنارد تأمل في توجيه الاتهامات لكن تقارير إعلامية أشارت إلى «أنه لم يكن واضحا... إذا قال ما قاله برنارد: حدث لها في نيوجيرسي».
في 27 يوليو 2015 عرض غلاف مجلة نيويورك صور 35 امرأة جالسات على الكراسي مع كرسي آخر فارغ مما يشير إلى أنه قد يكون هناك المزيد من الضحايا اللاتي لم يتقدمن بعد. وقالت 35 امرأة «قصصهن عن تعرضهن للاعتداء من قبل بيل كوسبي والثقافة التي لا تستمع». رفضت إحدى عشر امرأة أخرى معروفة عند مجلة نيويورك مزاعم الاعتداء الجنسي من قبل كوسبي تصويرهن وإجراء مقابلة معهن. وطبقاً لفوكس.كوم فإن القصص تمتد «لأكثر من خمسة عقود» وهي «متشابهة بشكل ملحوظ وعادة ما تنطوي على الممثل الكوميدي الذي يعرض على امرأة كوبًا من القهوة أو نوعًا من المشروبات الكحولية - التي قد تحتوي على المخدرات - ويزعم أنه يتهجم جنسيا على الضحية في ظل ضعفهن أو فقدانهن للوعي».
في 17 سبتمبر 2015 قامت قناة أيه وإي ببث الفيلم الوثائقي «كوسبي: حديث النساء» وهو برنامج تم فيه إجراء مقابلات مع 13 ضحية مزعومة. بحلول 24 أكتوبر زعمت حوالي 60 امرأة أنهن تعرضن للإيذاء الجنسي من قبل كوسبي ومصطلحي «اعتلال نفسي» و «مغتصب متسلسل» كانت تستخدم لوصفه. وصفه جيويل أليسون إحدى متهمات كوسبي بأنه «معتل نفسي» وقالت: «قد ننظر إلى أعظم مغتصب متسلسل في أمريكا فقد أفلت من هذا الأمر لأطول فترة من الزمن. كان يختبئ خلف صورة كليف هكسستابل».

### جدول ادعاءات المدعى عليهم
وقد اتهم كوسبي من قبل 60 امرأة بالاغتصاب واستخدام المخدرات لتسهيل الاعتداء الجنسي والبطارية الجنسية أو غيرها من سوء السلوك الجنسي. كانت هناك أيضا حالتان للإساءة الجنسية للأطفال المزعومة وكلاهما يتعلقان بالفتيات في سن 15 سنة. وقعت أوائل الحوادث المزعومة في منتصف الستينيات من القرن الماضي بينما انتشر الباقي على طول الطريق حتى عام 2008.
وقال محامي كوسبي مارتي سينغر: «لا يوجد فعليًا أي معيار تقضي به وسائل الإعلام في احتجاز المتهم السيد كوسبي. أي شخص وكل شخص يريد أن يرفع دعوى أو يظهر على شاشة التلفزيون يمكن أن يضمن تغطية زائفة. لقد أظهرت وسائل الإعلام نفسها عدم إدراك لا لبس فيه لصدق متهميهم ودوافعهم». وتذكر حسابات وسائل الإعلام أمثلة مثل المدعية تشيلين لاشا ومحاميتها غلوريا ألريد اتهمت لاشا كوسبي بالاعتداء الجنسي في مؤتمر صحفي متلفز مع ألريد على في 3 ديسمبر وطالبت ألريد كوسبي بدفع 100 مليون دولار كتعويضات لصالح لاشا وغيرها من الضحايا المزعومين وتدل السجلات العامة على أن لاشا لديها تاريخ جنائي يعود إلى عام 1988 على الأقل بما في ذلك وقوع الذنب عليها لتقديم تقرير كاذب إلى الشرطة.
وقد أكد كوسبي على براءته ونفى مرارا هذه الادعاءات. في نوفمبر 2014 ردا على سؤال حول هذه المزاعم قال كوسبي: «أنا لا أتحدث عن ذلك». رفض كوسبي مناقشة الاتهامات العلنية في المقابلات السابقة. ومع ذلك قال لفلوريدا توداي: «لا ينبغي على الناس أن يمروا بذلك ولا ينبغي عليهم الإجابة عن الأذى». في مايو 2015 قال: «لقد كنت في هذا العمل طوال 52 سنة ولم أر أبداً أي شيء من هذا القبيل. الواقع هو وضع لا أستطيع الكلام عنه».
| الضحية المزعومة       | الجريمة المزعومة     | المخدرات المزعومة | العام      | الموقع                                              | أول تبليغ | تفاصيل الادعاء |
| --------------------- | -------------------- | ----------------- | ---------- | --------------------------------------------------- | --------- | --- |
| باربرا بومان*         | اغتصاب               | نعم               | 1986       | نيويورك؛ اتلانتيك سيتي، نيوجيرسي                    | 2005      | واحدة من أكثر المتهمات صراحة. زعمت أن كوسبي كان مرشدها حتى وصلت إلى سن 18 ثم عرض عليها كأسا من النبيذ المغروس بالمخدرات واغتصبها في منزله في نيويورك. في وقت لاحق حاول الاعتداء عليها في أتلانتيك سيتي وحاول تدمير مهنتها عندما كافحت. |
| بيفرلي جونسون         | محاولة اعتداء        | نعم               | عقد 1980   | نيويورك                                             | 2013      | ادعت أن كوسبي قدم لها إسبرسو لكنها تمكنت من مقاومة أفعاله وترك منزله. وقد ربطت هذه الحلقة في مقال في "مجلة فانيتي فير" وفي مذكراتها التي تم إصدارها في أغسطس 2015. وفي وقت لاحق بدأ كوسبي دعوى [التشهير] ضدها في ديسمبر 2015. |
| لويزا موريتز          | اغتصاب               |                   | 1971       | نيويورك                                             | 2014      | طالبها كوسبي قسريا بالجنس عن طريق الفم وراء الكواليس في عرض الليلة. |
| كريستينا روهلي        | اغتصاب               | نعم               | 1965       | لوس أنجيلوس، كاليفورنيا                             | 2014      | ادعت أن كوسبي دعاها إلى "حفلة" في منزله حيث كانت هي الضيفة الوحيدة. ثم قالت أن كوسبي قام بتخديرها واغتصابها. |
| تيريز سيريجنيز*       | اغتصاب               | نعم               | 1976       | لاس فيغاس، نيفادا                                   | 2005      | اقترب منها كوسبي عشوائياً في أحد فنادق لاس فيجاس حيث كان يقوم بالأداء وأعطاها ميثاكوالون ثم اغتصبها. وقد اعترف كوسبي تحت القسم بأنه قام بسداد دفعات متكررة لها بعد وقوع الحادث رغم أنه أكد أن الأمر تم بالتراضي. |
| تامارا غرين*          | اعتداء جنسي          | نعم               | 1970s      | لوس أنجيلوس، كاليفورنيا                             | 2005      | شعرت بالتوعك يوما ما أثناء العمل في مطعم كوسبي مقهى فيغارو. وزُعم أن كوسبي قد عرض عليها "مزيل احتقان" ثم اقحمها إلى منزله حيث حاول اغتصابها. تزعم غرين أنها كانت واعية بما فيه الكفاية للرد. كانت الشاهدة الوحيدة في قضية كونستاند المعروفة علنًا في ذلك الوقت. هي المدعية الرئيسية في قضية غرين ضد كوسبي. أقام كوسبي ضدها دعوى تشهير التي تشمل ست نساء أخريات. |
| بيث فيريير*           | أخرى                 | نعم               | عقد 1980   | دنفر، كولورادو                                      | 2005      | قالت فيريير أنها كانت في علاقة توافقيّة مع كوسبي لعدة أشهر لكن بعد مرور بعض الوقت على الانفصال ادعت أنه خدرها عندما زارته قبل عرض في دنفر. زعمت أنها استيقظت في سيارة في موقف للسيارات وثيابها منزوعة عنها بعد أن عرض عليها كوسبي فنجانًا من القهوة في الليلة السابقة. |
| جوان تارشيز           | اغتصاب               | نعم               | 1969       | لوس أنجيلوس، كاليفورنيا                             | عقد 1980  | ادعت أن كوسبي خلط لها الشراب بينما كانا يعملان معا واستيقظت وكوسبي يقوم باغتصابها. قالت قصتها في الأصل لمراسل في الثمانينيات رفض نشرها. |
| فيكتوريا فالنتينو     | اغتصاب               | نعم               | 1970       | لوس أنجيلوس، كاليفورنيا                             | 1996      | قدم كوسبي لها حبوب قبل أن يقودها إلى منزله. فقدت وعيها وخدرها بشكل كبير وزعمت أن كوسبي قلبها واغتصبها. وأكدت صديقة فالنتينو أنها قدمت تفاصيل عن الحادث لها فور حدوثه. كما ذكرت ذلك في مقابلة مصورة بالفيديو في عام 1996. |
| جانيس ديكينسون        | اغتصاب               | نعم               | 1982       | بحيرة تاهو                                          | 2002      | كان كوسبي يتابع مسيرتها المهنية ودعاها إلى الفندق فورًا بعد أن تركت مركز إعادة تأهيل مدمني المخدرات. قدم لها كوسبي النبيذ وحبة منع الحمل واستيقظت وعرفت باغتصابها. قدمت قصتها في عام 2002 عن سيرتها الذاتية لكن ناشرها منع نشرها خوفا من مقاضاته. كما قدمت ادعاءات غامضة في مقابلة عام 2006 مع هوارد ستيرن قائلة أنها لا تستطيع الدخول في الكثير من التفاصيل لأنها تخشى أن يستهدفها كوسبي. |
| كارلا فيريغنو         | محاولة اعتداء        |                   | 1967       | لوس أنجيلوس، كاليفورنيا                             | 2014      | ادعت أنه في الوقت الذي كان فيه مرتبطة برجل يعمل في صناعة التسجيلات تم اقتيادها إلى حفلة في منزل كوسبي وبعد ذلك غادر موعدها وزوجة كوسبي تاركين الاثنين وحدهما. ألقاها كوسبي بعد ذلك بقوة وقبّلها وحاول مراراً وتكراراً اجبارها على تناول مشروب قبل أن تصر على المغادرة. |
| ليندا جوي تراتز       | اعتداء جنسي          | نعم               | 1969       | لوس أنجيلوس، كاليفورنيا                             | 2014      | ادعت أن كوسبي عرض عليها توصيلها إلى المنزل بعد انتهاء عملها في مقهى فيغارو. وادعت بأن كوسبي بدلا من أن يقوم بإيصالها إلى منزلها بل ذهب إلى منطقة منعزلة وفتح حقيبة مليئة بالأقراص وأخذ حبة واحدة وأصر عليها أن تتناولها ولكنها رفضت وطالبت بتوصيلها إلى المنزل. |
| رينيتا تشاني هيل      | تحرش جنسي بطفلة      | نعم               | 1982       | بيتسبرغ، بنسيلفانيا                                 | 2014      | ادعت أنه في الوقت الذي شاركت فيه كوسبي في صفحة صور الأطفال في عمر الخامسة عشر جعلها كوسبي تستهلك المشروبات التي تجعلها غير واعية حتى اليوم التالي. عندما اشتكت من المشروبات قال كوسبي أن هذه هي الطريقة الوحيدة التي يتمكن فيها من مواصلة رؤيتها. ادعت أن لدى ذكرى واحدة عندما قام كوسبي تقبيلها قبل أن تفقد الوعي. دفع كوسبي رسوم تعليمها الجامعي. |
| أنجيلا ليزلي          | اعتداء جنسي          |                   | 1992       | لاس فيغاس، نيفادا                                   | 2014      | ادعت أنه خلال تجربة أداء في غرفة فندق كوسبي في لاس فيغاس قال لها أن ترتشف من مشروب وتتصرف كمخمورة على الرغم من أنها تظاهرت فقط لتحتسيها. ثم زعمت أنه جُردها من ملابسها وأرغم ليزلي على أن تمسك بيديها قضيبه ولكنه طلب منها المغادرة عندما قاومت. بعد ذلك تلقت مدفوعات منتظمة من كوسبي. |
| ليشيلي كوفينغتون      | اعتداء جنسي          |                   | 2000       | نيويورك                                             | 2000      | ادعت أنه بعد انتهاء العمل في مسلسل كوميديا الموقف كوسبي زارت منزل كوسبي للحصول على المشورة المهنية حيث حاول وضع يدها على أعضائه التناسلية. أبلغت كوفينغتون عن اعتداء لشرطة نيويورك بعد ثلاثة أيام ولكن لم يتم تقديم أي تهم. |
| باتريشيا ليري ستيور*  | اعتداء جنسي          | نعم               | 1978, 1980 | شلالات شيلبورن، ماساتشوستس؛ أتلانتيك سيتي، نيوجيرسي | 2015      | ادعت أن كوسبي دعاها إلى حفلة في منزله لكنها كانت الضيفة الوحيدة. بعد تناول مشروب ادعت أنها استيقظت بدون أن تذكر ما حدث. في حادث مماثل بعد عامين استيقظت عارية تماما. |
| ليندا كيركباتريك      | اعتداء جنسي          | نعم               | 1981       | لاس فيغاس، نيفادا                                   | 2015      | ادعت أنه بعد دعوتها إلى كواليس عرض كوسبي في لاس فيغاس قام بتسليمها شراب مما تسبب في فقدانها للوعي مع ذكريات متقطعة عن قيام كوسبي بمحاولة اغتصابها. |
| ليندا براون           | اعتداء جنسي          | نعم               | 1969       | تورونتو، أونتاريو، كندا                             | 2015      | ادعت أنه بعد تناول العشاء مع كوسبي أصر على أخذها إلى فندقه حيث قدم لها الصودا. استيقظت بعد ذلك عارية تماما وبدأ كوسبي بالاعتداء عليها مثل دمية جنسية. |
| كايا طومسون           | اعتداء جنسي          |                   | عقد 1980   | نيويورك                                             | 2015      | ادعت أنه في ستوديو تصوير مسلسل عرض كوسبي أجبرها كوسبي بنفسه وطلب منها استخدام زجاجة من لوبريديرم لتسعده. عرض عليها 700 دولار عند مغادرتها. |
| سني ويلز              | اعتداء جنسي          | نعم               | عقد 1960   | لوس أنجيلوس، كاليفورنيا                             | 2015      | تدعي أن كوسبي عرض عليها مشروبات في نادي الجاز ثم تذكر فقط أنها استيقظت عارية في اليوم التالي. غير متأكدة من ما حدث وتزعم أنها قبلت دعوة أخرى لمقابلة كوسبي حيث كان لديها مرة أخرى شراب ثم استيقظت عارية. |
| "كيسي"                | اعتداء جنسي          | نعم               | 1996       | لوس أنجيلوس، كاليفورنيا                             | 2015      | ادعت أنه بعد علاقة مهنية طويلة الأمد مع كوسبي أصر في إحدى المناسبات على تناولها حبة بيضاء تساعدها على الاسترخاء. ادعت أنها فقدت الوعي واستيقظت بجانب كوسبي في السرير. ادعت عليه في عام 2015 بشرط عدم الكشف عن هويتها وإطلاق اسم افتراضي عليها. |
| تشيلان لاشا           | اعتداء جنسي          | نعم               | 1986       | لا س فيغاس، نيفادا                                  | 2014      | ادعت أن كوسبي عرض مساعدتها على المضي قدما في مسيرتها المهنية في عرض الأزياء وزعمت أن كوسبي قد استدرجها إلى غرفته في الفندق وعرض عليها "مضادات الهيستامين" وجرعة من ليكور وبعدها فقدت الوعي حيث بدأ كوسبي في الاعتداء عليها جنسيا. أعطاها 1500 دولار عندما استيقظت وغادرت. |
| هيلين هيز             | أخرى                 |                   | 1973       | شاطئ بيبل، كاليفورنيا                               | 2014      | ادعت أنها بعد أن شاركت في بطولة التنس لعام 1973 طاردها كوسبي طوال المساء حتى واجهها في نهاية المطاف ولمس ثدييها. لا ينبغي الخلط بينها وبين الممثلة هيلين هيز. |
| هايدي توماس           | اغتصاب               | نعم               | 1984       | رينو، نيفادا                                        | 2015      | ادعت أنه خلال تجربة أداء وجهها كوسبي لارتشاف الشراب والتصرف كمخمورة. بعد احتساء الشراب زعمت أنها فقدت الوعي واستيقظت على كوسبي يؤدي الجنس الفموي. |
| بي جاي ماستن          | اغتصاب               | نعم               | 1979       | شيكاغو، إلينوي                                      | 2014      | دعاها كوسبي إلى تناول وجبة العشاء حيث عرض عليها كوكتيل ففقدت الوعي واستيقظت في وقت لاحق في سرير كوسبي عارية وبرضوض. تدعي أنها تعتقد أنها تعرضت للاغتصاب. بعد أن واجهت الإدارة في نادي بلاي بوي قال لها المشرف: "أغلقي فمك". |
| ساريتا باترفيلد       | أخرى                 |                   | 1977       | شلالات شيلبورن، ماساتشوستس                          | 2014      | ادعت أن كوسبي حشرها في زاوية في حفلة ولمس ثدييها لكنها تمكنت من صد المزيد من التقدم. |
| جانيس بيكر-كيني       | اغتصاب               | نعم               | 1982       | لاس فيغاس، نيفادا                                   | 2015      | ادعت أن أحد أصدقائها دعاها إلى حفلة في سكن كوسبي حيث كانوا الضيوف فقط. ادعت أن كوسبي قدم لها مشروب مما جعلها تفقد الوعي بينما كان صديقها يغادر. ادعت أنها استيقظت عارية في السرير بجانب كوسبي الذي كان عاريا أيضا. |
| أوتوم بورنز           | اغتصاب               | نعم               | 1970       | لاس فيغاس، نيفادا                                   | 2015      | ادعت أنه بينما كان يعمل في كازينو لاس فيغاس اقترب منها كوسبي لمساعدتها على اختراق صناعة الترفيه. دعاها إلى جناحه في الفندق حيث عرض عليها شرابًا مما جعلها تشعر بتخدير شديد حيث كان كوسبي يمارس الجنس قسريا عن طريق الفم. |
| ليلي بيرنارد          | اغتصاب               | Yes               | عقد 1990   | نيويورك                                             | 2015      | ادعت أنه في إطار التحضير لمشاركتها كضيفة شرف في مسلسل عرض كوسبي قام كوسبي بإرشادها وأنه بمجرد اكتسابها لثقتها الكاملة قام بتخديرها واغتصبها وهددها. |
| سامي ميس              | اعتداء جنسي          | نعم               | 1987       | لاس فيغاس، نيفادا                                   | 2015      | ادعت أن كوسبي دعاها إلى جناحه بينما كانت تحضر مؤتمرا لصناعة التلفزيون في لاس فيغاس لمرة واحدة فقط وحدها وزعمت أن كوسبي قدم لها شرابًا جعلها تفقد الوعي لتستيقظ لتجد نفسها منزوعة من حمالة صدرها وكوسبي فوقها. |
| مارغي شابيرو          | اغتصاب               | نعم               | 1975       | سانتا مونيكا، كاليفورنيا                            | 2015      | ادعت أن كوسبي دعاها بشكل عشوائي إلى حفلة ثم إلى زيارة شخصية إلى قصر بلاي بوي بعد رؤيتها في متجر دونات. في القصر لعب معها كوسبي لعبة تقوم فيها بابتلاع حبة. ادعت أنها استعادت وعيها بينما كان كوسبي يغتصبها. |
| جويس إيمونز           | أخرى                 | نعم               | 1979-1980  | لاس فيغاس، نيفادا; نيويورك                          | 2014      | ادعت أنه خلال ظهور كوسبي في ناديها الكوميدي قدم لها حبة للمساعدة في صداعها. ادعت أن لا تدرك ما حولها إلا وهي تستيقظ عارية بجانب صديق كوسبي وعندما واجهته قال كوسبي أنه أعطاها ميثاكوالون. وتؤكد كذلك أن كوسبي قد عرض عليها مراراً وتكراراً إظهار مجموعته الكبيرة من المخدرات لها على الرغم من أنه لم يكن يتناول أي نوع من المخدرات بنفسه. |
| ريبيكا لين نيل        | اغتصاب               | نعم               | 1986       | لاس فيغاس، نيفادا                                   | 2015      | ادعت أن كوسبي قام مرارًا وتكرارًا بزيارة النادي الصحي حيث تعمل ودعاها إلى مسلسله. عندما قبلت زعمت أن كوسبي أعطاها جرعة من فودكا مما جعلها مرتبكة ولكن لا تزال واعية بينما اغتصبها كوسبي متجاهلاً نداءاتها الضعيفة ليتوقف. تقول أن كوسبي لم يزر ناديها الصحي مرة أخرى. |
| جيويل أليسون          | اغتصاب               | نعم               | 1990       | نيويورك                                             | 2015      | ادعت أن كوسبي دعاها إلى منزله في نيويورك لتناول العشاء حيث عرض عليها كأسًا من النبيذ. ادعت أن الشيء التالي الذي تتذكره كان رؤية مني على الأرض حيث ساعدها كوسبي في اصطحابها إلى الخارج لتركب سيارة أجرة. تميزت بكونها واحدة من عدد قليل من النساء الأميركيات من أصل أفريقي اللاتي اتهمن كوسبي. |
| ليز-لوت لوبلن         | اغتصاب               | نعم               | 1989       | لاس فيغاس، نيفادا                                   | 2015      | ادعت أنه خلال تجربة أداء في جناح فندق كوسبي قدم لها جرعتي خمر مما تسبب لها في فقدان الوعي لتستيقظ وكوسبي على جانبها. وقد ساعدت في سن قانون جديد لنيفادا لتوسيع قانون التقادم في حالات الاغتصاب. |
| سيندرا لاد            | اغتصاب               | نعم               | 1969       | نيويورك                                             | 2015      | كصديقة لكوسبي ادعت أنها كانت تشكو من الصداع ورد عليها كوسبي بتقديم حبة دواء. ام تتذكر شيء إلا وهي مستيقظة عارية وكوسبي واقف بالقرب منها لابسا برنس الحمام. وباعتبارها محسنة محترمة ومديرة تنفيذية قوية لوسائل الإعلام فقد أصبحت ناقدة ذات وزن مع المنتقدين الذين زعموا أن المدعيات على كوسبي كن باحثات عن المال أو الشهرة. |
| هيلين غامبل           | محاولة اعتداء        |                   | 1987       | نيويورك                                             | 2015      | ادعت أنه بعد استدعائها مرة أخرى للظهور ثانية في عرض كوسبي دعاها كوسبي إلى غرفة خلع الملابس الخاصة به وكان يحاول مرارا وتكرارا التقدم نحوها في محاولة للحصول عليها لتناول مشروب. رفضت ولم تظهر في أي حلقات مستقبلية. |
| كاثي ماكي             | اغتصاب               |                   | 1973       | ديترويت، ميشيغان                                    | 2014      | ادعت أنها بعد أن عرفت كوسبي شخصياً لمدة ثماني سنوات دعاها إلى غرفة فندقه في ديترويت حيث قام بلفها واغتصبها. |
| شارلوت فوكس           | اغتصاب               |                   | عقد 1970   | لوس أنجيلوس، كاليفورنيا                             | 2015      | ادعت أنها بينما كانت تعمل في فيلم أبتاون ليلة السبت دعيت لحضور حفل في قصر بلاي بوي استضافه كوسبي. بعد الشرب في النادي بدأت تشعر "بالعجز" عندما اغتصبها كوسبي. لم تتهم كوسبي صراحة بتخديرها. |
| مارسيلا تيت           | اغتصاب               | نعم               | 1975       | لوس أنجيلوس، كاليفورنيا                             | 2015      | ادعت أن كوسبي قدم لها شرابًا أثناء حفلة في قصر بلاي بوي بعد ذلك تم تعتيمها واستيقظت وهي على السرير بجانب كوسبي الذي كان عارياً. |
| شون براون             | اغتصاب               | نعم               | عقد 1970   | سان أنطونيو، تكساس                                  | عقد 1990  | اعترف كوسبي بهذا الأمر خارج نطاق الزواج مع براون في التسعينيات. زعمت في عام 2014 أنه على الرغم من الممارسة التوافقية للجنس بينهما إلا أنها لم تكن "فظيعة بما فيه الكفاية" بالنسبة له لذلك أصر في إحدى المناسبات على شرب الكحول وتدخين المرجوانا مما أدى إلى إصابتها بالاحمرار أثناء قيامها باغتصابها. |
| ليزا جونز             | محاولة اعتداء        | نعم               | 1986       | نيويورك                                             | 2014      | قابلت كوسبي عندما كانت في السابعة عشرة من عمرها وادعت أنها بعد أن بلغت الثامنة عشرة من عمرها دعاها كوسبي إلى نيويورك لإجراء تجربة أداء ل"عرض كوسبي" حيث عرض عليها الكحول ثم بدأ في إبعاد رجليها عن بعضهما البعض. ادعت أنها تمكنت من الهرب لتجنب المزيد من الاعتداء. |
| جوديث هوث             | اعتداء جنسي على طفلة | نعم               | 1974       | لوس أنجيلوس، كاليفورنيا                             | 2014      | ادعت بأنها عندما كانت في سن الخامسة عشر قرر اقتحام ستوديوهات تصوير مجموعة أفلام كان كوسبي يعمل فيها. أخذها كوسبي إلى منزله وأشربها الكحول ثم ذهب بها إلى قصر بلاي بوي حيث أمرها أن تخبر الناس بأنها في التاسعة عشرة من العمر ثم أخذوها إلى غرفة حيث استمنى بنفسه بيديه. نظرًا لكونها حالة اعتداء جنسي مزعوم على طفلة بدأ قانون التقادم عندما أدركت هوث الصدمة كبالغة. لم يؤد التحقيق الذي أجرته شرطة لوس أنجلوس إلى اتهامات جنائية، قضية مدنية جارية حاليا. |
| إدين تيرل             | تحرش جنسي            |                   | 1990       | نيويورك                                             | 2015      | قالت تيرل وهي ممثلة سابقة شاركت في دور ضابط شرطة في مسلسل عرض كوسبي في عام 1990 أنها انسحبت من المسلسل أثناء تسجيله وتمتّع بها كوسبي داخل غرفة ملابسه. قالت تيرل أنها أخبرت لاحقا اثنين من موظفي المسلسل بما حدث لكن تم تجاهلها. |
| "إليزابيث"            | اغتصاب               | نعم               | 1976       | لوس أنجيلوس، كاليفورنيا                             | 2015      | زعمت أنها التقت كوسبي أثناء عملها كمضيفة طيران وقبلت عرضا لتناول العشاء حيث أعطاها كوسبي كأسا من الساكي مما جعلها تسقط في "حالة تشبه الغيبوبة" حيث أجبرها كوسبي على القيام بعمل جنسي وصفته بأنه "الشيء الأكثر إثارة للرعب الذي يمكن أن يحدث لشابة بريئة". تقدمت في عام 2015 بدعوى بشرط عدم الكشف عن هويتها وباسم افتراضي. |
| جينا ت.               | اعتداء جنسي          |                   | 1988       | نيويورك                                             | 2015      | ادعت أن كوسبي كان يدفع مبالغ غير مرغوب فيها للفت انتباهها أثناء عملها كعارضة أزياء في عمر 17-18. بعد أن أعربت عن قلقها تجاه كوسبي عرض عليها أن يشتري لها سيارة ثم أجبرها في النهاية على ممارسة نشاط جنسي غير محدد وأعطاها 700 دولار عند مغادرتها. |
| "ليزا"                | اعتداء جنسي          | نعم               | 1988       | نيويورك                                             | 2015      | ادعت أن كوسبي دعاها إلى منزله بينما كانت تحاول تعزيز مسيرتها المهنية في عرض الأزياء. زعمت أن كوسبي عرض عليها جرعة من الكحول مما جعلها تشعر بالدوار وفاقدة للسيطرة على نفسها في حين بدأ كوسبي يداعبها لأنها كانت قد فقدت الوعي. تقدمت بدعوى في عام 2015 بشرط عدم الكشف عن هويتها وباسم افتراضي. |
| ميشيل هيرد            | محاولة اعتداء        |                   | 1995       | نيويورك                                             | 2014      | ادعت أن كوسبي دعاها إلى غرفة خلع الملابس لتمرينات أثناء العمل على مسلسل أسرار كوسبي. تشير بعض التدريبات تضمنت لمس جسدها بطريقة غير مناسبة مما أدى إلى أن يقوم كوسبي بدعوتها إلى منزله والاستحمام. رفضت هيرد وادعت أن كوسبي أخبرها بأن لا تخبر أحداً أبداً عن تمارين التمثيل. |
| أندريا كونستاند       | اعتداء جنسي          | نعم               | 2004       | فيلادلفيا، بنسيلفانيا                               | 2005      | دعا كوسبي كونستاند إلى منزله لمناقشة أهداف مسيرتها المهنية بعد مقابلتها في جامعة تمبل. قدم لها حبوب منع الحمل لتهدئة قلقها والذي ادعى أنه بينادريل. بعد ذلك قام بمداعبتها واغتصابها رقميًا وفقًا لشهادته المحلف بها على الرغم من أنه يدعي أنها كانت توافقية. اتهمته كونستاند بالاعتداء الجنسي المزعوم لدى الشرطة المحلية التي قررت عدم تقديم التهم ضد كوسبي. بعد ذلك رفعت كونستاند دعوى قضائية مدنية تقدمت فيها ثلاث عشرة امرأة أخرى لتزعم إساءة المعاملة المماثلة. تمت تسوية القضية خارج المحكمة مقابل مبلغ لم يتم الإفصاح عنه. في 30 ديسمبر 2015 قبل فترة وجيزة من انتهاء قانون التقادم أعيدت حادثة يناير 2004 المزعومة وتم اتهام كوسبي بالاعتداء الجنسي بناءً على ادعاءات كونستاند عام 2005 وهو عكس قرار عام 2005 باسقاط التهمة. أغلقت الوثائق من القضية حتى صيف عام 2015 واستندت التهمة على أدلة جديدة وفقا لمحامي المنطقة الحالي لمقاطعة مونتغمري. |
| كلوي غوينس            | اعتداء جنسي          | نعم               | 2008       | لوس أنجيلوس، كاليفورنيا                             | 2014      | ادعت أن كوسبي قام بتخديرها والاعتداء عليها أثناء وجودها في قصر بلاي بوي في عام 2008. وفي عام 2015 حققت شرطة لوس أنجلوس في ملفها وأحالت ملفها إلى المدعي العام. في عام 2016 تم الإعلان عن عدم توجيه أي تهمة بسبب عدم كفاية الأدلة وانتهاء صلاحية قانون التقادم. |
| ليزا كريستي           | محاولة اعتداء        |                   | 1989       | شيكاغو، إلينوي                                      | 2015      | ادعت أنه بعد سنوات من رؤية كوسبي كمرشد عرض عليه اختبارها للفيلم شبح أبي في غرفته في الفندق عندما حاول كوسبي تقبيلها "مثل صديقها" وقال أنه سيعطيها "أكبر هزة جماع" لها في حياتها. عندما رفضت أخبرها كوسبي بأنه "لن يجعلها تمثل أبدا في هذا الفيلم" إلا إذا نامت معه. فازت كريستي بمسابقة ملكة جمال أمريكا بعد أقل من عشر سنوات. |
| باميلا أبييتا         | اغتصاب               | نعم               | 1979       | لاس فيغاس، نيفادا                                   | 2015      | ادعت أن كوسبي عرض عليها مساعدتها في طموحها لتصبح عارضة أزياء بلاي بوي. أثناء تناول العشاء مع كوسبي زعمت أنها شربت شيئًا تسبب في فقدانها للوعي وعندما استيقظت كان هناك ثلاثة رجال عراة بالقرب منها بما في ذلك كوسبي. |
| شارون فان إيرت        | اعتداء جنسي          | نعم               | 1976       | ريدوندو بيتش، كاليفورنيا                            | 2015      | ادعت بأن كوسبي أعطاها شيئا للشرب بينما كانت تعمل في نادي الجاز ثم خرجت إلى سيارتها عندما قال أنها في حاجة إلى أن "تفيق". تزعم أن كوسبي بدأ بمداعبتها قبل أن تفقد الوعي وعندما استيقظت أدركت أن سراويلها كانت مفقودة. |
| جون دو (عدة نساء)*    | أخرى                 | نعم               | متنوع      | متنوع                                               | 2005      | العديد من الشهود الذين وافقوا على الإدلاء بشهادتهم في الدعوى المدنية التي قامت بها كونستاند عام 2005 ولم يتقدموا بعد إلى العلن. نظرًا لرفع دعاوى قضائية ناشئة لإلغاء المزيد من التفاصيل في هذه القضية تم الاتصال بشهود جون دو في محاولات لإظهار هوياتهم. |
| "ساندي"               | اغتصاب               | نعم               | 1980       | لاس فيغاس، نيفادا                                   | 2014      | ادعت المذيعة التلفزيونية شارلوت لوس أن صديقتها المقربة التي أشارت إليها باسم "ساندي" في مقال صالون كانت تربطها علاقة جنسية بالتراضي مع كوسبي ولكنها كانت تشعر بالذعر في صباح أحد الأيام عندما أدركت أن كوسبي قد خدرها عن عمد في الليلة السابقة ومارس الجنس معها. كانت فاقد الوعي. قالت "ساندي" أنها لا تستطيع أن تفهم لأنها لم تكن لديها مشاكل في ممارسة الجنس بالتراضي معه. كما ذكرت القوانين أنه عندما تقدمت كونستاند بدعواها في عام 2005 قالت مازحة عما إذا كان قد قام بتخديرها أم لا. |
| سينثيا مايرز          | أخرى                 | نعم               | < 1997     | لوس أنجيلوس، كاليفورنيا                             | < 2011    | قبل وفاة مايرز في عام 2011 قدمت مقابلات مع كتاب سنترفولدس الذي صدر في عام 2015. في هذه المقابلات غير المؤرخة ادعت مايرز أنها شهدت شخصياً كوسبي "يستخدم المخدرات لممارسة الجنس مع النساء" في قصر بلاي بوي مشيرة إلى أنها تصدت له كثيرا ولم تكن قادرة على أن "تذرف دمعة" عندما قتل ابنه إينيس في عام 1997. |
| شارلوت كيمب           | محاولة اعتداء        | نعم               | عقد 1980   | لوس أنجيلوس، كاليفورنيا                             | 2014      | ادعت أنها كانت مع فالنتينو في الليلة التي اغتصبها كوسبي. زعمت أنها استلمت المشروبات من كوسبي مع فالنتينو لكنها فقدت الوعي في منزل كوسبي ثم غادرت مع فالنتينو قبل أن يعتدي عليها كوسبي. |
| دوتي                  | اغتصاب               | نعم               | 1984       | نيويورك                                             | 2015      | ادعت أن كوسبي دعاها إلى شقته في نيويورك لتجربة أداء لمسلسل "عرض كوسبي" حيث قام بتخديرها واغتصابها. تقدمت بدعوى بشرط أن يتم تعريفها باسمها الأول فقط. |
| دونا باريت            | اعتداء جنسي          |                   | 2004       | فيلادلفيا، بنسلفانيا                                | 2015      | ادعت أنه أثناء جلسات التصوير الفوتوغرافي مع فريق ألعاب القوى التابع لجامعة بنسيلفانيا أمسكها كوسبي وضغط بقوة على جسده على جسدها. |
| "كاتي"                | اغتصاب               | نعم               | 1981       | دنفر، كولورادو                                      | 2018      | زعمت "كاتي" أنها كانت تعيش في دنفر في فبراير 1981 حيث كانت تعمل كنادلة كوكتيل في ملهى ليلي حيث كان كوسبي يؤدي. عرض كوسبي عليها النبيذ الأحمر وفقدت الوعي. استيقظت في صباح اليوم التالي في غرفة غريبة عارية ومغطاة بكدمات. كان كوسبي يقف فوقها في برنس الاستحمام. هرعت من الغرفة على الرغم من محاولات كوسبي لإقناعها بالبقاء. لقد تقدمت بدعوى في عام 2018 بشرط عدم الكشف عن هويتها وباسم مستعار. |
| ليندا ريدجواي وايتدير | اعتداء جنسي          |                   | عقد 1970   | غير معلوم                                           | 2015      | ادعت أنه خلال مقابلة عمل للعمل في فيلم اعتدى عليها كوسبي جنسيا. |

* شاهدة في عام 2005 في قضيّة مدنيّة

## التحقيقات الجنائية

### قضية كونستاند

#### فض سرية قضية كونستاند ضد كوسبي
في 8 يوليو 2015 تقدمت كونستاند ومحاميتها دولوريس تروياني بطلب لإبطال اتفاقية عدم افصاح في قضية عام 2005 ضد كوسبي بدعوى أن كوسبي قد شارك بالفعل في «التخلي التام عن أجزاء السرية في الاتفاقية» عن طريق ونفى جميع الادعاءات ضده. قضى أحد القضاة بأن الإفراج عن الوثائق السرية كان مبررًا من قبل كوسبي باعتباره «أخلاقيًا عامًا» على النقيض من سلوكه الخاص الإجرامي.
على الرغم من أن بعض الملفات من قضية كونستاند قد تم اختفاءها إلا أن نصوص كوسبي العديدة لم تكن من بينها. وبدلاً من ذلك تمكنت صحيفة نيويورك تايمز من الحصول على الترحيل الكامل من خدمة تقارير المحكمة التي تم تعيينها من قبل محامية كونستاند ونشرت الوثيقة للجمهور. بعد أن تم اكتشاف أنه تم الإفراج عن محضر الإيداع قدم محامو كوسبي اقتراحا جديدا في القضية في 21 يوليو 2015 مؤكدين أن كونستاند وتروياني ربما نسقوا للنشر.
في محضر المحكمة الذي يدين الإفراج عن الإيداع أكد محامي كوسبي أن أيا من الشهادات التي كشف عنها فعليًا أحد القضاة ذكرت أنه شارك في ممارسة الجنس بدون موافقة أو أعطى أحداً من قواده دون علمهم أو موافقتهم. وقالت الوثيقة: «عند قراءة الحسابات الإعلامية يمكن للمرء أن يستنتج أن المشكو ضده قد اعترف بالاغتصاب. ومع ذلك لم يعترف المدعى عليه بأي شيء أكثر من كونه واحداً من الأشخاص العديدين الذين أدخلوا ميثاكوالون في حياتهم الجنسية بالتراضي في السبعينيات». كما أكد محامو كوسبي أن خدمة المحكمة التي استأجرتها كونستاند قد نشرت محضر المحكمة لعام 2005 إلى الصحيفة قبل أيام في «خرق شامل للبروتوكول». يحظر قانون الأخلاقيات الخاص بالمحكمة الإفراج عن الشهادة دون أن يتم الاتصال أولاً بجميع الأطراف.
في أداء الشهادة نفى كوسبي أي اعتداء جنسي على أي امرأة لكنه اعترف بأنه استخدم المهدئات للمساعدة في كسب تعاونه. شهد أنه حصل على ميثاكوالون من طبيب أمراض النساء لوروا عمار الذي عرف أن كوسبي ليس لديه نية لتعاطي المخدرات بنفسه. بدلا من ذلك كان كوسبي يعتزم منحها للنساء اللواتي يرغبن في إقامة علاقات جنسية معه واعترف أنه أعطى الدواء إلى امرأة واحدة على الأقل وأشخاص آخرين. اعترف كوسبي بأنه كان غير قانوني في ذلك الوقت توزيع الدواء على أشخاص آخرين. وفي وقت لاحق تم إلغاء ترخيصه الطبي في كاليفورنيا ونيويورك. توفي في عام 2002.

#### التهم الجنائية 2015
في 30 ديسمبر 2015 في مقاطعة مونتغومري بولاية بنسيلفانيا اتُهم كوسبي بثلاث تهم من الاعتداء الفاحش على كونستاند بسبب حادث واحد زُعم أنه وقع في منزله في بلدة شلتنهام في موعد غير محدد بين منتصف يناير ومنتصف فبراير 2004 (المشار إليها بالتغطية الإعلامية كـ «يناير 2004») وفقًا لأمر التوقيف المفصل جداً الذي تم تقديمه في 15 ديسمبر 2015. هذه هي التهم الجنائية الأولى نتيجة ادعاءات الاعتداء الجنسي التي قدمتها العديد من النساء ضد كوسبي.
وقد استدعي كوسبي ذلك المساء بعد ذلك دون أن يتقدم بالتماس. تم تعيين كفالة له بقيمة مليون دولار. سلم كوسبي جواز سفره ودفع الكفالة وتمت مرافقته إلى مركز شرطة بلدة شلتنهام ليتم حجزه وأخذ بصماته وتصويره. تستند هذه التهم إلى تصريح كونستاند للشرطة عن الاتصال الجنسي غير المرغوب فيه على الرغم من عدم الاتصال الجنسي في أوائل عام 2004 والذي تم الإبلاغ عنه لأول مرة إلى خدمة شرطة دورهام الإقليمية بالقرب من منزل كونستاند في جنوب أونتاريو، كندا في 13 يناير 2005 وتم إرسال التقرير إلى السلطات في ولاية بنسلفانيا. في 17 فبراير 2005 أصدر المدعي العام آنذاك بروس كاستور بيانا مفاده أنه لن يتم توجيه اتهامات في ذلك الوقت.
أطلقت كونستاند دعوى قضائية مدنية ضد كوسبي في عام 2005 والتي تمت تسويتها من قبل المدعى عليه في يوليو 2006 على أساس سري. بعض الشهود من هذه القضية تم الكشف عنهم في يوليو 2015. استنادًا إلى التفاصيل التي تم الكشف عنها في هذه الشهادة إلى جانب المقابلات الجديدة مع بعض الشهود قرر المدعي العام المنتخَب حديثًا كيفن ستيل توجيه اتهامات في 30 ديسمبر 2015. وتزعم وثائق محكمة الجنايات أن حبوبا زرقاء يقال أنها بينادريل أعطيت لكونستاند بواسطة كوسبي التي كانت تشرب الخمر أيضا خلال حادث يناير 2004.
أصدر محامي كوسبي البيان التالي بعد توجيه الاتهام: «إن التهمة ... لم تكن مفاجأة، بعد 12 سنة من وقوع الحادث المزعوم والقادمة في أعقاب انتخابات متنازع عليها بشدة لمنصب المدعي العام لهذا البلد حيث تم إجراء هذه القضية وننوي القيام بدفاع قوي ضد هذه التهمة غير المبررة ونتوقع أن تتم تبرئة السيد كوسبي من قبل محكمة قانونية». قدم محامو كوسبي في 11 يناير 2016 اقتراحا رفض اتهامات الاعتداء الجنسي مشيرين إلى أن مكتب كاستور قد وعد في عام 2005 بعدم مقاضاة كوسبي. في شهادة أدلى بها طلب كوسبي إسقاط التهم ودافع كاستور عن قراره بعدم تقديم التهم مشيراً إلى أمور أخرى في تأخر كونستاند في تقديم تقارير عن المزاعم واتصالها المستمر بكوسبي والاقتراحات التي ربما حاولت هي وأمها ابتزاز النجم التلفزيوني.
في 3 فبراير 2016 حكم القاضي ستيفن أونيل «لا يوجد أساس» لرفض القضية بناء على تأكيدات كوسبي. قرر أونيل عقد جلسة استماع أولية في 8 مارس. في 12 فبراير قدم فريق كوسبي القانوني إخطاراً بالاستئناف يسعى إلى تقديم حججهم أمام المحكمة العليا في بنسلفانيا. وكتبا: «إذا نجح السيد كوسبي في الاستئناف فإن القضية ستنتهي على الفور». في 1 مارس أصدرت المحكمة العليا أمراً مؤقتاً بالإبقاء على جلسة الاستماع التمهيدية في 8 مارس أمام كوسبي إلى أن تتمكن من البت في استئنافه الذي يطالب بسحب القضية.
في 13 أبريل 2016 قدم كوسبي طلبًا إلى المحكمة العليا لإعادة سرية دعوى كونستاند الأصلية. قدم محاموه طلباً مماثلاً في محكمة فيدرالية في ماساتشوستس في وقت سابق لكن القاضي ديفيد هينيسي رفض هذا الاقتراح الذي شبه هذه الجهود بوضع «معجون الأسنان في الأنبوب» لأن شهادة كوسبي كانت في نشرات الأخبار لأشهر. في 25 أبريل أعلنت المحكمة العليا أنها رفضت سماع استئناف كوسبي لرفض القضية ورفعت الإقامة المؤقتة في جلسة الاستماع السابقة للمحاكمة وأرسلت القضية مرة أخرى إلى المحكمة الأصلية. في الجلسة التمهيدية في 24 مايو وجد القاضي أن هناك أدلة كافية للمضي قدما في المحاكمة على الرغم من حقيقة أن كونستاند لم تشهد وهو ما يسمح به قانون بنسلفانيا. وعقدت جلسة استماع تمهيدية للمحاكمة في 6 سبتمبر. وقد استأنف كوسبي هذا القرار بناء على الاعتقاد بأن فريقه القانوني كان له الحق في استجواب المتهم. وقد خسر هذا النداء في 12 أكتوبر. وأعلنت المحكمة العليا في بنسلفانيا أنها ستراجع قانون الولاية في قضية منفصلة وقال فيها محامي كوسبي بريان ماكموناغلي أنه سيحاول إضافة قضية كوسبي على أمل إزالتها. في 6 سبتمبر 2016 حدد القاضي ستيفن أونيل موعدًا للمحاكمة في 6 يونيو 2017. في 12 أبريل 2017 رفضت المحكمة العليا في بنسلفانيا سماع دعوى كوسبي بشأن سؤال كونستاند قبل المحاكمة.
كان كوسبي قد واجه عقوبة السجن أقصاها من خمسة عشر إلى ثلاثين سنة في السجن إذا ثبتت إدانته في جميع التهم الثلاث وغرامة تصل إلى 25000 دولار أمريكي. بدأت محاكمة كوسبي في 5 يونيو 2017 وانتهت في عام 17 يونيو.

### جوديث هوث
في 16 ديسمبر 2014 بعد تحقيق دام 10 أيام رفض المدعون العامون في لوس أنجلوس تقديم أي اتهامات ضد كوسبي بعد أن ادعت جوديث هوث أن الممثل الكوميدي تحرش بها حوالي عام 1974 في قصر بلاي بوي. وقد التقت هوث مع محققي شرطة لوس أنجلوس لمدة 90 دقيقة. في رفض القضية قام أعضاء النيابة بتقييم التهمة التي كان كوسبي سيواجهها في عام 1974. وقد أخذ المدعون في الحسبان التغييرات التشريعية التي توسعت في قانون التقادم في جرائم معينة ولكن لم يجدوا أي سبيل يمكن مقاضاة كوسبي بشكل قانوني.

### ليلي بيرنارد
في 30 أبريل 2015 قدمت الفنانة الكوبية الأمريكية ليلي برنارد شكوى اعتداء جنسي ضد كوسبي في نيوجيرسي وهي ولاية ليس لديها قانون تقادم للاعتداء الجنسي. في 1 يوليو 2015 رفض ممثلو الادعاء محاكمة كوسبي لأن الجريمة المزعومة حدثت قبل عام 1996 (السنة التي تم فيها تغيير القانون لرفع قانون التقادم).

### كلو غوينس
في الفترة من يوليو إلى أكتوبر 2015 أجرت إدارة شرطة لوس أنجلوس تحقيقاً جنائياً في الاعتداء الجنسي المزعوم ضد كوسبي على عارضة الأزياء كلو غوينس التي كانت تبلغ من العمر آنذاك 18 عاماً. في اليوم التالي في تصريح لشبكة إيه بي سي نيوز قالت شرطة لوس أنجلوس أنها سوف تستكشف أي اتهامات الاعتداء الجنسي ضد كوسبي بما في ذلك الاتهامات التي انتهت صلاحية قانون التقادم وأحالت القضية إلى مكتب المدعي العام في المقاطعة.
وكما هو الحال مع جميع حالات سوء السلوك الجنسي المزعومة الأخرى التي ارتكبها كوسبي تقريبًا فإن قانون التقادم انتهى في حالة 2008 وفقًا لمعظم الخبراء. ومع ذلك فقد فتحت تحقيقا في مزاعم (غوينس) لأن «المسؤولين في شرطة لوس أنجلوس قالوا أن هناك العديد من الأسباب للتحقيق في مزاعم الاعتداء الجنسي التي تقع خارج تلك المواعيد القانونية. الاتهامات القديمة قد تؤدي بالمحققين إلى المزيد من الأحداث الأخيرة مع الضحايا الآخرين» وسيسمح (غوينس) بالشهادة إذا تم توجيه اتهامات في أي حالات أخرى (أحدث).
وقد ذكر المحامي السابق لـ «كوسبي» مارتن سينغر أنه سيقدم أدلة وثائقية إلى شرطة لوس أنجلوس أن كوسبي كان موجود في نيويورك في 9 أغسطس 2008 وهو تاريخ الحادثة التي ادعت فيها غوينس.
في 6 يناير 2016 أعلن مكتب المدعي العام في لوس أنجلوس أنه لن يتم توجيه أي تهم بسبب «حجبها قانون التقادم أو تفتقر إلى الأدلة الكافية».

## الإجراءات الجنائية والمحاكمة رقم 1
في 6 سبتمبر 2016 حدد القاضي ستيفن ت. أونيل موعدًا للمحاكمة في قضية كومنولث بنسلفانيا ضد ويليام ه. كوسبي جونيور حيث يُحاكم كوسبي لثلاث تهم من الاعتداء الفاضح المتهور على أندريا كونستاند. حدد أونيل موعدًا للمحاكمة في 5 يونيو 2017. حكم القاضي بأن كوسبي أعمى وأنه قد يحتاج إلى تسهيلات خاصة خلال الإجراءات.
في 6 أكتوبر 2016 استأنف كوسبي محاولته لإلقاء قضية الاعتداء الجنسي عليه بحجة أن حقوقه في الإجراءات الواجبة قد انتهكت. في 16 نوفمبر 2016 أنكر أونيل الحركة.
واجه كوسبي عقوبة قصوى بالسجن من خمسة عشر سنة إلى ثلاثين سنة في السجن إذا ثبتت إدانته في جميع التهم الثلاث وغرامة تصل إلى 25000 دولار.

### اقتراحات ما قبل المحاكمة

#### اقتراحات الأدلة
في 6 سبتمبر 2016 قدم الادعاء اقتراحا لتقديم 13 متهما آخرين لإظهار طريقة للعمل. كوسبي عارض هذا الاقتراح. في 24 فبراير 2017 قرر أونيل أنه من بين المتهمين الآخرين الذين أرادت النيابة تقديمهم لإظهار نمط من السلوك الجنسي الإجرامي المزعوم من قبل كوسبي لن يُسمح إلا لشهادة واحدة فقط.
كما اقترحت النيابة العامة لتقديم أدلة على إجراء محادثة مسجلة بين جيانا كونستاند والدة أندريا كونستاد وكوسبي يناقشان الاعتداء المزعوم. وقد تحرك الدفاع للحصول على الإيداع من الترحيل المدني في قضية أندريا كونستاند في عام 2005. قال القاضي أنه سيحكم على كل هذه الاقتراحات في وقت لاحق. في 16 سبتمبر 2016 قرر أونيل أن يُسمح بالمكالمة المسجلة بين أم كونستاند وكوسبي في المحكمة. وقال في حكمه أنه منذ تسجيل المكالمة في كندا التي تعتبر تسجيلات قانونية بموافقة طرف واحد فقط سيكون ذلك مقبولاً. في 5 ديسمبر 2016 حكم أونيل بأن الإيداع في قضية كونستاند المدنية وأي أدلة أخرى تم جمعها باستخدامها سيسمح له بالدخول إلى المحاكمة الحالية.
في 28 مارس 2017 قدم دفاع كوسبي طلبًا ينص على أنه يجب استبعاد أي ذكر لأي جرائم جنسية أخرى يُزعم أن كوسبي ارتكبها وأنه ينبغي أيضًا استبعاد أي من إقرارات كوسبي في ترشيحه حول استخدامه ميثاكوالون أو غيره من النساء اللاتي مارسهن معه الجنس على الرغم من أن القاضي حكم في وقت سابق أن جميع المعلومات في الإيداع ستسمح في المحكمة. في 30 مارس 2017 عارض الادعاء هذا الاقتراح وأضاف أن التعليقات التي أدلى بها كوسبي في المقابلات التلفزيونية مع لاري كينغ وفي كتابه الذي صدر في عام 1991 بعنوان «الطفولة» عن سعيه لـ «الطيران الإسباني» أظهر أنه كان على دراية جيدة بمواد الاغتصاب في تاريخه وأن هذا يجب أيضا أن يوضع في المحاكمة كدليل.
في 28 أبريل 2017 حكم أونيل بأن استخدام «الطيران الإسباني» وأية مواد أخرى من كتاب كوسبي الطفولة لن يسمح بها. ومع ذلك فقد حكم بأنه سيتم السماح بشهادته حول ميثاكوالون. [أونيلّ] أيضا حكم أنّ مبلغ التسوية الذي دفع لكونستاند سيستبعد.

#### اختيار المحلفين
في 30 ديسمبر 2016 قام فريق الدفاع عن كوسبي بتقديم طلب لتغيير المكان وطلبوا اختيار هيئة محلفين من منطقة أكبر خارج المقاطعة بحجة أن أي هيئة محلفين محلية ستكون ملوثة بالنظر إلى التغطية الإعلامية السلبية لكوسبي. في 5 يناير 2017 كتب المدعي العام أن المحاكمة يجب أن تبقى في مقاطعة مونتغومري لكنهم لن يعترضوا على هيئة محلفين تم انتقاؤها من خارج المقاطعة.
في 27 فبراير 2017 حكم أونيل بأنه سيسمح لهيئة محلفين من خارج المقاطعة ولكن ستبقى المحاكمة في مقاطعة مونتغومري. كما حكمت بأنه سيتم احتجاز هيئة المحلفين.
في 13 مارس 2017 أصدرت المحكمة العليا في ولاية بنسلفانيا فقرة واحدة تحدد مقاطعة أليغني كمقاطعة يتم اختيار تجمع هيئة المحلفين منها. تعتبر مقاطعة أليغني التي تضم بيتسبرغ ثاني أكبر مقاطعة في الولاية.
في مارس 2017 طلب الدفاع من المحكمة استدعاء 2000 شخص كأعضاء محلفين محتملين. كانوا يرغبون في إرسال استبيان للمحلفين المحتملين ليتمكن المحامون من التغلب على مجال المحلفين المحتملين. اعترض الادعاء على طلبات فريق دفاع كوسبي فيما يتعلق بعدد المحلفين الذين يتم استجوابهم والطريقة التي سيختارون بها والإطار الزمني لاختيار هيئة المحلفين قائلين أن كوسبي كان يحاول الحصول على معاملة خاصة.
في 11 أبريل 2017 أنكر أونيل الاقتراحات الدفاعية عن أعضاء هيئة المحلفين وقرر أن يبدأ اختيار هيئة المحلفين في 22 مايو في بيتسبيرغ باستخدام الإجراءات القانونية المعتادة وتستمر لمدة أسبوع. سيكون هناك 12 محلف و6 بدلاء. ونفى أونيل أيضًا طلبًا من الدفاع للحصول على ضربات إضافية.
في 24 مايو 2017 اكتملت عملية اختيار هيئة المحلفين. تألفت هيئة المحلفين من امرأة سوداء واحدة ورجل أسود واحد وستة رجال من البيض وأربعة نساء بيضاء وستة بدلاء.

### جين دو رقم 6
جون دو رقم 6 هي شاهدة للملاحقة القضائية وكانت هي الوحيدة من بين 13 جون دو التي سمح لها أونيل للشهادة. وهي امرأة سوداء تقدمت في يناير 2015 تحت اسم «كاسي». وادعت أنها في عام 1996 أعطاها كوسبي المخدرات والنبيذ واعتدا عليها جنسيا.

### دعاوى التحيز العنصري
في ظهور صحفي في أعقاب جلسة استماع في سبتمبر 2016 ادعى محامو كوسبي للمرة الأولى أن التحيز العرقي كان السبب في اتهامات الاعتداء الجنسي ضد موكلهم. وردًا على ذلك ذكر معلقون بارزون من محامو الدفاع الجنائي مثل مارك جيراغوس وكارل إ. دوغلاس أن هذا التأكيد قد يكون محاولة للتأثير على المحلفين المحتملين.
وانتقد الدفاع المحامية غلوريا ألريد التي تمثل العديد من المدعيات ضد كوسبي مشيرين إلى أن حملة «ألدريد ضدّ السيد كوسبي مبنية على التحيز العنصري والتحيز الذي يمكن أن يلوث محكمة الرأي العام». ردت ألريد بأن الدعوة «يائسة». وقالت أن كوسبي «يشكو من التحيز العرقي ولكن ماذا عن النساء الأمريكيات من أصل أفريقي اللاتي أمثلهن اللائي يتهمنه بالاعتداء الجنسي أو الاغتصاب ويرفضن التزام الصمت حيال ما يقولن إنهن تعرضن له؟ وهذه ليست قضية تحيز عنصري. وبدلا من ذلك فهي مسألة ما إذا كان السيد كوسبي قد ارتكب أعمال العنف الجنسي بين الجنسين».

### إعلان الرفض
في 17 يونيو 2017 ذكر أونيل أن المحلفين «وصلوا إلى طريق مسدود بلا هوادة» وأعلنوا خطأ المحاكمة. تشير التقارير إلى أن هيئة المحلفين وصلت إلى طريق مسدود في تصويت 10 مقابل 2 لصالح إدانة كوسبي في التهمة الأولى (اختراق رقمي دون موافقة) والتهمة الثالثة (مخدر دون معرفة أو موافقة) وكان 11-1 لصالح البراءة في التهمة الثانية (كانت كونستاند فاقدة الوعي أو غير مدركة أثناء الاعتداء المزعوم).
في أحد حساب مراسل الأخبار في شبكة إن بي سي تريسي كونور قال محلف مجهول أنه عندما أخبرت هيئة المحلفين القاضي للمرة الأولى أنهم كانوا في طريق مسدود في 15 يونيو كانت الأصوات في التهم الثلاث هي 7-5 و5-7 و5-6 مع امتناع واحد. بعد يومين كان التصويت على واحدة من التهم 10-2 ولكن بعد ذلك قام العديد من المحلفين بتغيير رأيهم مما جعلهم أكثر انقسامًا مرة أخرى. تم وصفه بأنه «طريق مسدود حقيقي». في 23 يونيو قال أحد المحلفين لشبكة سي إن إن أن مأزق هيئة المحلفين كان سببه إلى حد كبير الارتباك حول التصريحات المتناقضة التي أدلت بها أندريا كونستاند أثناء الشهادة. كما قال المحلف متحدّثًا باسم مجهول أن النيابة لم تقدم «أي دليل جديد حقيقي».
أعلنت النيابة العامة في نفس يوم المحاكمة أنها تعتزم إعادة النظر في القضية.

## الإجراءات الجنائية والمحاكمة رقم 2
في 6 يوليو 2017 حدد القاضي أونيل تاريخًا للمحاكمة في 6 نوفمبر 2017 في محاكمة كوسبي الثانية وقال أيضًا أنه يجب على كل من الدفاع والادعاء تقديم أسئلة اختيار المحلفين بحلول 30 أكتوبر 2017. تأخر هذا لاحقا لأن كوسبي غير محاميه. في 15 سبتمبر 2017 حدد القاضي أونيل تاريخًا جديدًا
للمحاكمة في 2 أبريل 2018.

### تغييرات المحامي وإعداد المحاكمة
في 22 أغسطس 2017 منح القاضي أونيل طلب كوسبي لتغيير المحامين. وسيمثل الآن كوسبي توماس مسيرو الذي كان المحامي الرئيسي في التبرئة في عام 2005 في محاكمة مايكل جاكسون للتحرش الجنسي بالأطفال. كاثلين بليس ولين فاينز سيمثلان كوسبي. ووافق القاضي أيضًا على تأجيل المحاكمة حتى مارس 2018 على الأقل وقبل قبول طلب المحامي الجديد الحفاظ على المحاكمة المحلية بدلاً من تغيير المكان مثل المحاكمة الأولى.

### الاقتراحات الرئيسية
في يناير 2018 طلب الادعاء من 19 ضحية مزعومة أخرى السماح لهن بالإدلاء بشهادتهن لإظهار نمط من السلوك المشابه وهو ما يسمح به قانون بنسلفانيا. وقدم الدفاع الأخير طلبًا برفض القضية زاعماً أن كونستاند لم تكن تجري المكالمات الهاتفية عندما قالت أنها فعلت ذلك. كما طلب الدفاع السماح لزميل سابق في العمل بالإدلاء بشهادته على حقيقة أن كونستاند قد أخبرتها بأنها يمكن أن تشكل قصة عن سوء السلوك الجنسي ومن ثم مقاضاة شخص ما بسبب ذلك. كما طالب الدفاع برفض القضية على سوء سلوك النيابة وادعوا أن قانون التقادم قد انتهى كذلك.

### الحكم مذنب
في 26 أبريل 2018 وجدت هيئة المحلفين بيل كوسبي مذنبا لثلاث تهم من الاعتداء المخادع ضد أندريا كونستاند. طلب المدعي العام في مقاطعة مونتغومري كيفن ستيل في هذه المرحلة إلغاء كفالة كوسبي التي تبلغ قيمتها مليون دولار وأشار إلى أنه يملك طائرة خاصة ويمكن أن يفر. أدى هذا إلى اندفاع غاضب من كوسبي الذي صرخ: «ليس لدي طائرة أيها الأحمق!» في نهاية المطاف لم يستبعد كوسبي مخاطر الطيران. هذه الاتهامات الثلاث هي الجنايات التي يعاقب كل منها بالسجن لمدة تصل إلى 10 سنوات في كل ولاية ويصل إلى حد أقصى للغرامة قدرها 25000 دولار. وقد ذكر محامو كوسبي أنهم «بالتأكيد» يخططون لاستئناف التهم. بدأت جلسة النطق بالحكم في 24 سبتمبر 2018.
في 25 سبتمبر حكم على كوسبي بالسجن من ثلاث إلى عشر سنوات. وأُمر كذلك بدفع تكلفة الملاحقة القضائية ضده بالإضافة إلى غرامة قدرها 25,000 دولار. في ذلك اليوم تم وضعه في سجن مقاطعة مونتغومري في إيغيلفيل بولاية بنسلفانيا وانتقل إلى إدارة بنسلفانيا للإصلاح في سكيباك تاونشيب، بنسلفانيا بعد ساعات.

## دعاوى مدنية ضد كوسبي
اعتبارا من 13 نوفمبر 2015 كان هناك تسعة دعاوى قضائية ضد كوسبي في انتظاره. قامت هوث وغوينس بمقاضاة الممثل عن الأضرار المتعلقة بالاعتداءات الجنسية المزعومة. على الرغم من أن قانون التقادم انتهى بالنسبة لمعظم المدعيات الأخريات لرفع دعوى مباشرة على الاعتداء المزعوم عليهن إلا أن العديد من المدعيات قد رفعن دعاوى تشهير تدعين أن كوسبي استمر في نعتهن بالكاذبات طوال عام 2014. وقد رفعت ديكنسون وتيل وروهلي وماكي دعاوى فردية. كما تشاركت كل من غرين وسيريغنيزي وتريتز وبومان وتارشيز وموريتز وليزلي في رفع دعوى واحدة مشتركة ضد كوسبي. معظم الدعاوى القضائية النشطة معلقة حاليا في انتظار نتيجة محاكمته الجنائية. لا يزال يُسمح لبعضهن بتقديم الطلبات وإبعاد الشهود باستثناء كوسبي نفسه. ومع ذلك فقد أشار معظم القضاة إلى أن المحاكمة المدنية لن تتم إلا بعد إجراء المحاكمة الجنائية.
في عام 2005 أقامت كوندي دعوى قضائية ضد كوسبي. استقر الطرفان على القضية بشروط سرية في عام 2006. في يوليو عام 2015 بعد أن تم الإفراج عن أجزاء من الإيداع المختوم أصدر كوسبي بيانا قال فيه أن "السبب الوحيد" للتسوية "هو أنه كان من الممكن أن يكون محرجا في تلك الأيام. وخلال صيف عام 2015 قام كل من فريق كوسبي القانوني ومحامي كونستاند تروياني بتقديم الاقتراحات التي تتهم الطرف الآخر بخرق اتفاقية السرية التي كانت جزءًا من تسوية عام 2006. كانت القضية الأساسية التي زعمها كوسبي هي أن أحد مراسلي المحكمة قد أفرج عن النسخة الكاملة لإيداعه وألقى باللوم على تروياني في هذا العمل وسعى لفرض عقوبات على تروياني. قام قاضٍ فيدرالي بإلغاء أجزاء من الأدلة من الدعوى القضائية لعام 2005 لكن ذلك لم يتضمن أقوال كوسبي التي أدلي بها تحت القسم.
أهمية توافر الشهادة هو أنه يحتوي على اعترافات أدلى بها كوسبي عن تكتيكاته في التعامل مع النساء الأخريات بما في ذلك استخدام «المهدئات القوية [بما في ذلك ميثاكوالون] في سعي محسوب للشابات» وفقا لملخصات صحيفة نيويورك تايمز. حصلت صحيفة التايمز على نسخة من الشهادة الكاملة من خدمة تقارير المحكمة حيث كانت متاحة للجمهور. أهمية توافر شهادة كوسبي من حالة كونستاند هو أن المدعين في قضايا أخرى ضد كوسبي مثل غرين وأخريات في دعوى القذف قد يسمح للقضاة باستخدام محتويات النص كدليل الآن على أن محتوياته معروفة على نطاق واسع من الجمهور.
يتم تمثيل ثلاثة وثلاثين من المدعيات من قبل ألريد. إحدى المدعيات ديكنسون تمثلها ابنة ألريد ليزا بلوم. في 11 ديسمبر 2015 ذكرت ألريد في مقابلة مع مجلة فيلادلفيا أن المزيد من الضحايا المزعومات سيتقدمن برفع دعاوى. وقالت: «لقد اتصل بي المزيد من النساء اللواتي لم يتحدثن علنًا بعد وبعضهن قد يقمن بذلك في المستقبل وقد اختار بعضهن عدم القيام بذلك. لقد أرادنني أن أعرف المعلومات التي لديهن حتى هناك بالتأكيد المزيد من النساء اللواتي يرغبن في التحدث في المستقبل اللاتي يدعين أنهن ضحايا السيد كوسبي».

### أندريا كونستاند
قدمت كونستاند دعوى مدنية في مارس 2005 حيث كانت هناك ثلاث عشرة امرأة شاهدات محتملات في حالة رفع القضية إلى المحكمة. قام كوسبي بتسوية الدعوى خارج المحكمة مقابل مبلغ لم يكشف عنه في نوفمبر 2006. في مقابلة مع صحيفة «فيلادلفيا ديلي نيوز» في يوليو 2005 زعمت بيث فيريير وهي واحدة من شهود «جين دو» المجهولات في قضية كونستاند أنه في عام 1984 قام كوسبي وضع المخدرات في قهوتها واستيقظت وملابسها منزوعة جزئياً. بعد أن علمت أن التهم لم تكن قيد التحقيق في القضية تقدمت غرين وهي المرأة الوحيدة التي تحمل اسمًا رسميًا في القضية السابقة بادعاءات في فبراير 2005 بأن كوسبي قد خدرها واعتد عليها في السبعينيات. وقال محامي كوسبي أنه لا يعرفها وأن الأحداث لم تحدث. تم الكشف في عام 2018 في الالتماسات المقدمة في المحاكمة الجنائية الثانية لكوسبي أن كوسبي قد قامت بتسوية الدعوى مع كونستاند مقابل 3.5 مليون دولار.

### تمارا غرين وأخريات
أقامت غرين دعوى قضائية ضد كوسبي وممثليه في ديسمبر 2014 مدعية أن الإنكار المستمر يظهرها في صورة الكاذبة مما يؤدي إلى تشويه سمعتها الشخصية. تم رفع دعوى غرين القضائية في ولاية ماساتشوستس مسقط رأس كوسبي. في يناير 2015 تم تعديل الدعوى للسماح لزميلتيها المدعيات تريتز وسيريغنيزي أن تضافا كمدعيات متشاركات. كان مارتن سينغر قد أصدر بيانًا يستهدف على وجه التحديد تريتز بعد أن نشرت مزاعم ضد كوسبي على فيسبوك في شهر نوفمبر ووصفت قصتها بأنها «تافهة» و«سخيفة» و«هراء مطلق». لم يتم توجيه مثل هذا النفي بشكل صريح إلى سيريغنيزي ولكن تدعي أن الإنكار الجارف ضد جميع المدعيات على كوسبي شملها ودمرت سمعتها كذلك.
في 20 أكتوبر 2015 قدمت المجموعة العالمية الأمريكية الأوراق القانونية في محاولة لبقاء الدعوى القضائية في انتظار إعلان المحكمة ما إذا كان على شركة التأمين واجب الدفاع عن كوسبي وكذلك دفع أي تعويضات فعلية فاز بها. زعمت شركة المجموعة العالمية الأمريكية أن سياسة كوسبي لم تشمل المسؤولية التي يواجهها حاليًا في الدعوى القضائية - ولكنها مع ذلك كانت تموّل الدفاع القانوني لكوسبي «بتكلفة كبيرة».
في 13 نوفمبر 2015 أفادت التقارير أن أربع نساء أخريات - بومان وتارشيز وموريتز وليزلي - انضممن إلى الدعوى كمدعيات إضافيات. ويشارك مدعي عام شيكاغو مايكل بريسلير في تمثيل بومان وتارشيز وليزلي. وامتنع محامو كوسبي عن التعليق. في 14 ديسمبر أقام كوسبي دعوى قضائية بتهمة التشهير ضد جميع المدعيات زاعما أن لديهن «اتهامات خبيثة وانتهازية وخاطئة وإهانة لسوء السلوك الجنسي ضده». كما زعم أن كل مدعية «تنشر عن قصد تصريحات واتهامات كاذبة». طلب كوسبي من المحكمة منحه تعويضات غير محددة ومطالبته بطلب سحبها من قبل النساء.
في 19 فبراير 2016 تم خلع كاميل زوجة كوسبي من قبل المدعات بعد محاولة غير ناجحة لوقف أداء الشهادة. قضى قاضي الصلح في الولايات المتحدة مارك ج. ماستورياني بأنها قد ترفض الإجابة عن أسئلة حول المحادثات الخاصة مع زوجها. صدرت نسخة من أداء الشهادة «المثير للجدل» في مايو 2016 واعتمدت كاميل بشدة على الامتياز الزوجي في رفضها الرد على العديد من الأسئلة. وقد توقفت عملية أداء الشهادة مرتين حيث اتصل الأطراف بقاضي مقاطعة الولايات المتحدة ديفيد هينيسي لحل النزاعات. بعد إيقاف أداء الشهادة أمرت المحكمة كاميل بالجلوس لأداء شهادة ثانية.
خطط المحامون الذين يمثلون الضحايا المزعومات لتقديم شهادة كوينسي جونز الذي بصفته صديقًا ومتعاونًا لكوسبي لأكثر من 50 عامًا ربما كان لديه معلومات حيوية لقضية المدعيات. بالإضافة إلى جونز فإن المدعيات يعتزمن إلغاء أو استدعاء وثائق من ويليام موريس إنديفور ومحامي كوسبي السابق سينغر وشميت والداعية ديفيد بروكاو.
في 21 مارس 2016 منحت القاضية أنيتا برودي بعض الوصول إلى ملف القضية الخاص بمحامي كونستاند على الرغم من أنها أجرت اتفاقية بسريتها مع كوسبي في عام 2006. ومع ذلك حددت برودي نشر ملف القضية إلى المواد المتعلقة بالسبع المدّعيات والشهود الآخرين. في 28 سبتمبر قدمت كاماراتا طلبًا يفيد بأن كوسبي انتهك قواعد الإجراءات المدنية. طلب الاقتراح من القاضي أن يحكم بأن كوسبي كان مسؤولاً شخصياً عن التشهير الذي قاله المتحدثون باسمه ونشر مثل هذه المواد وأنه يجب أن يكون مسؤولاً أيضاً عن التسبب في الضيق العاطفي للمدعيات من هذه التعليقات.

### جانيس ديكنسون
تقدمت ديكنسون بدعوى تشهير مماثلة ضد كوسبي في مايو 2015 في كاليفورنيا. وفقا لبلوم «تسمية ديكنسون بالكاذبة هو بيان تشهيري بموجب القانون ... وهذا هو الخطأ الذي ارتكبه بيل كوسبي». وفي وقت لاحق كانت ملفات المحكمة تتضمن أقوال محلفين من الأصدقاء والزملاء الذين أكدوا أن ديكنسون قدمت قصة ثابتة لسنوات عديدة عن دعواها. أكد كل من بابلو فنجيفز الكاتب الخفي لديكنسون بالإضافة إلى رئيسة كتب ريغانز السابقة جوديث ريغان أن ديكنسون تقدمت بمزاعمها عن سيرتها الذاتية عام 2002 لكنها لم تدرج في الكتاب لأن الشركة الأم لكتب ريغان هاربر كولنز خائفة من مقاضاتها من قبل كوسبي.
في 2 نوفمبر 2015 حكم قاضي المحكمة العليا في لوس أنجليس ديبري كاتز وينتروب بأن كوسبي وسينغر يجب أن يعطيا ترشيحا على الرغم من جهودهما لإسقاط القضية (لم يتم تسمية سينغر كمتهم في القضية). وذكر الحكم أن محامي ديكنسون لا يسعى إلا للحصول على إجابات حول ما إذا كان الإنكار قد تم بشكل ضار ويمكن لكوسبي وسينغر التأكيد على امتياز المحامي وموكله ورفض الإجابة على بعض الأسئلة. كان من المقرر أن تتم إقالة سينغر في 19 نوفمبر في لوس أنجلوس مع أداء كوسبي للشهادة في 23 نوفمبر في بوسطن. في 12 نوفمبر أوقفت محكمة استئناف في ولاية كاليفورنيا مؤقتاً أمرًا يطلب منها الإدلاء بشهادتها. يُطلب من الطرفين تقديم معلومات بحلول نهاية الشهر للإفصاح عن حالاتهما المتعلقة بالسبب أو لماذا لا ينبغي أن يتم الترحيل. وكتبت بلوم في رسالة بالبريد الإلكتروني: «نحن على ثقة من أنه بمجرد أن تسمع محكمة الاستئناف حجة كاملة بشأن القضايا فإنها ستسمح بالمضي قدما في أداء السيد كوسبي ومحاميه الشهادة». أعلن سينغر أنه كان يخطط «للمطالبة بمطالبة ضد جانيس ديكنسون وليزا بلوم بعد أن أكشف عن هذا العمل».
عدلت ديكنسون في وقت لاحق شكواها لتسمية سينغر كمدعي آخر زاعما أنه بعد أن قدمت مزاعمها على سي إن إن أعد أربعة بيانات صحفية ينكر أن كوسبي قام بتخديرها واغتصابها ووصف ادعاءات المرأة بأنها كذبة «ملفقة» و «تشهيرية شنيعة». في وقت لاحق تم استبدال سينغر كمستشار كوسبي من قبل كريستوفر تايباك من كوين إيمانويل. في فبراير 2016 منح القاضي وينتروب اقتراحًا من الدفاع بإقالة سينغر كمتهم في الدعوى القضائية. في 29 مارس نفى وينتروب اقتراح كوسبي رفض القضية والسماح للقضية للمضي قدما في محاكمة أمام هيئة محلفين. بعد فترة وجيزة من الحكم قالت ديكنسون: «أريد بيل كوسبي في المحكمة وأريده أن يقف تحت القسم».
في 21 نوفمبر 2017 في ضربة كبيرة لكوسبي وسينغر رفضت محكمة استئناف في ولاية كاليفورنيا قرارين قضائيين آخرين بإزالة سينغر كمتهم مع آخرين وأضافته مرة أخرى. في حكمهم ذكروا أن حركة سينغر وكوسبي المضادة لدعوى قضائية إستراتيجية ضد المشاركة العامة كانت بلا جدوى. في مارس 2018 بعد محاولة أخيرة لإلغاء القضية ضد كوسبي وسينغر رفضت المحكمة العليا في كاليفورنيا التدخل وسماع الحجج في القضية.

### جوديث هوث
في ديسمبر 2014 رفعت هوث دعوى قضائية زعمت فيها الاعتداء الجنسي في عام 1974 في قصر بلاي بوي عندما كان عمرها 15 عامًا. إنها واحدة من اثنتين من الدعاوى القضائية النشطة ضد كوسبي تدعي مباشرة الاعتداء الجنسي. على الرغم من أن الحادث وقع قبل أكثر من أربعين عامًا فإن قوانين كاليفورنيا تسمح لضحايا الاعتداء الجنسي على الأطفال المزعومين بتقديم قضاياهن كشخص بالغ. وتقدم كوسبي بدعوى قضائية مضادة على كل من هوث ومحاميها مارك ستريكر. ويزعم محامي كوسبي أن هوث ومحاميها قد انخرطا في محاولة ابتزاز قبل رفع الدعوى. يتم إجراء مطالبة سينغر في إشعار من الاعتراض. هو أيضا يسعى لفرض عقوبات ضد هوث وستريكر.
في 4 أغسطس 2015 أمر قاضي محكمة لوس أنجليس العليا كوسبي بأداء الشهادة في الدعوى القضائية. رفض قاض آخر دعوى هوث ضد كوسبي وطلب منه تقديم إقرار الذي عقد في 9 أكتوبر في بوسطن واستمر 7.5 ساعة. ولم يتم نشر تفاصيل أخرى. تم فرض السرية على الشهادة حتى 22 ديسمبر 2015 على الأقل. أعلنت ألريد أنها ستسعى إلى أن يقدم كوسبي شهادته مرة أخرى.
كان من المقرر أن تقدم هوث طلبها إلى محامي كوسبي في 29 يناير 2016. ومع ذلك في 30 مارس منح قاضي محكمة لوس أنجلوس العليا كريغ دي كارلان تأخيراً مؤقتاً لأداء كوسبي الشهادة الثانية وأي ترشيحات أخرى من هوث. غير أن القاضي كارلان قرر أن كلا الجانبين يمكن أن يستمرا في تقديم شهادات أشخاص آخرين. وقالت أولريد أنها وزميلها جون وست يخططان لتقديم شهادات من نساء أخريات يزعمن أنهن تعرضن للإساءة من قبل كوسبي عندما كن دون السن القانونية وغيرهن. كان من المقرر أن تقوم ألريد بطلب أداء هيل للشهادة التي ادعت أن كوسبي اعتدى عليها جنسياً عندما كانت في السادسة عشرة من عمرها في الثامن من أبريل. كما أعلنت ألدريد أنها ستطلب أداء هيو هيفنر للشهادة في وقت ما في أبريل أيضاً.
في 14 أبريل 2016 تقدم محامو كوسبي بطلب لرفض الدعوى التي رفعتها هوث بدعوى أنها غيرت جدولها الزمني فيما يتعلق «باكتشافها المتأخر» للإصابة النفسية أو المرض المتعلق بالاعتداء المزعوم. في 26 أبريل رفض القاضي كابلان استبعاد غالبية دعوى هوث. ومع ذلك فقد رفض مطالبة «إهمال إلحاح العاطفة». كتب كارلان: «المحكمة ليست في هذا الوقت على استعداد لفصل المطالبات المدعية المحتملة الجدارة ضد المدعى عليه استنادا إلى الأخطاء المنسوبة إلى محاميها السابق». وقالت ألريد: «نحن سعداء للغاية لأن المحكمة وافقت وسنواصل النضال بقوة من أجل الحصول على نتيجة مرضية لعملائنا». المتحدثة باسم كوسبي مونيك بريسلي لم تعلق على الفور على القرار.
في 20 سبتمبر 2016 تم الكشف عن أن إحدى شاهدات الادعاء الثلاثة عشر في المحاكمة الجنائية هي ضحية كوسبي المزعومة مارغي شابيرو. قدمت «أولريد» طلبًا في قضية هوث المدنية لإرجاء تأجيل شابيرو إلى ما بعد المحاكمة الجنائية. ذكرت ألريد أنها تعتقد أن الدفاع سيحاول استخدام الترحيل ضد شابيرو للعثور على تناقضات في المحاكمة القادمة. عارضت محامية كوسبي أنجيلا أغروسا هذا الاقتراح. في 27 يونيو 2017 حدد القاضي كابلان تاريخ بدء المحاكمة في 30 يوليو 2018.

### كلو غوينس
في 6 أكتوبر 2015 رفعت غوينس دعوى قضائية ضد كوسبي. وفي شكواها ذكرت أن كوسبي اعتدى عليها مما تسبب لها في «ضائقة عاطفية» و«صدمة نفسية» وإعاقة تعليمها. وقال محامي غوينس سبنسر كوفين أن أولوية موكلته رقم واحد هي أن الحقيقة تظهر وأن كوسبي يلاحق جنائيا. وذكر سينغر أنه سيقدم أدلة وثائقية إلى شرطة لوس أنجلوس أن كوسبي كان يتواجد في نيويورك في 9 أغسطس 2008 وهو تاريخ الحادثة المزعومة. ورغم أن مكتب المدعي العام نظر في تقديم تهم جنائية فقد أسقطت التهم بسبب انتهاء مدة التقادم وعدم وجود أدلة كافية.
في فبراير 2016 رفضت دعوى غوينس دون تحيز. في مايو 2016 ألغيت الدعوى وأضافت هيفنر كمدعى آخر. رفض القاضي طلب كوسبي بالرفض وبدء المحاكمة في وقت ما في يونيو 2018.

### رينيتا هيل
ادعت هيل أن كوسبي قدم لها دور صغير على شاشة التلفزيون ومول تعليمها الجامعي وتعهد بمساعدتها في مسيرتها المهنية كل ذلك أثناء الاعتداء الجنسي عليها بشكل متقطع من 1983 إلى 1987. في أكتوبر 2015 رفعت دعوى تشهير ضد كوسبي وسينغر وكاميل كوسبي وتزعم التشهير والضوء الخاطئ والتسبب المتعمد في الاضطراب العاطفي. نقل محامي كوسبي القضية من الولاية إلى المحكمة الاتحادية وانتقلوا إلى المحكمة لرفض الدعوى في أواخر ديسمبر 2015 بحجة أن إنكار كوسبي كانت وجهات نظر محمية بموجب التعديل الأول. أجاب محامو هيل بأن إنكار كوسبي تم نشره ومن ثم فهو تشهيري ولا يشمله نظام الحماية من التعديل الأول.
رفضت المحكمة الجزئية الأمريكية الدعوى «مع التحيز» في يناير 2016 وهذا يعني أنه لا يمكن إعادة رفع الدعوى. قرر القاضي آرثر شواب أن التصريحات التي أدلى بها كوسبي ومحاميه كانت وجهات النظر المحمية بموجب التعديل الأول. في أبريل 2016 قدمت هيل استئنافاً أمام محكمة الاستئناف في الولايات المتحدة للدائرة الثالثة.

### كريستينا روهلي
في 9 نوفمبر 2015 رفعت روهلي دعوى تشهير ضد كوسبي لحرمانها من ادعاءات الاغتصاب. وتعود مزاعم روهلي ضد كوسبي إلى الأبد مع ادعاءات بأنه اعتدى عليها في عام 1965. وادعت أن إنكار كوسبي الوشيك ضد العديد من المدعيات في عام 2014 كان سبباً للتشهير. وتنص شكواها جزئياً على أنه «شيء واحد بالنسبة للمعتدي الجنسي المتهم أن يظل صامتاً ويسمح للعملية القانونية أو الرأي العام بأن يدير مساره ولكنه أمر آخر تماماً بالنسبة له أن يطلق العنان لوكلائه لينكروا أنه هاجم المدعية وغيرها من النساء لدعوة الآخرين لإعادة نشر بياناته ووصفهم بأنهم كذابون غير موثوق بهن». في رواية من صحيفة نيويورك تايمز أسقطت روهلي دعوى قضائية دون تحيز حتى 24 يونيو 2016.

### كاثرين ماكي
في 22 ديسمبر 2015 رفعت ماكي وهي صديقة سابقة للمغني الراحل سامي ديفيس جونيور دعوى على كوسبي بتهمة التشهير بسبب مزاعم أنه هو ومحاميه عن إدعاءها بالاغتصاب من قبل كوسبي في غرفة فندق في مدينة ديترويت في أوائل السبعينيات. رفض القاضي ماستروياني القضية في 16 فبراير 2017. استأنفت ماكي ولكن محكمة استئناف فيدرالية رفضت عكس قرار ماستروياني رفض الدعوى في 18 ديسمبر 2017. في 8 أكتوبر تم رفض استئناف ماكي مرة أخرى. واستشهدت القاضية ساندرا لينتش بأن «ماكي اتخذت خطوات منسقة تهدف إلى التأثير على إدراك الجمهور لما إذا كان كوسبي في الواقع مفترسًا جنسيًا» مما يجعلها شخصية عامة. في يناير 2018 رفضت محكمة الاستئناف الأمريكية للدائرة الأولى إعادة النظر في قضيتها في جلسة استماع قضائية كاملة.

## الدعاوى القضائية ذات الصلة

### دعوى ضد محامي كوسبي
في 16 نوفمبر 2015 أفيد أن المدعيات تمارا غرين وبربارا بومان رفعتا دعوى قضائية مشتركة ضد جون شميت أحد محاميي بيل كوسبي. في نوفمبر 2014 أصدر شميت بيانا قال فيه: «خلال الأسابيع القليلة الماضية عادت إلى الظهور من جديد الادعاءات السيئة التي تعرض لها السيد كوسبي في العقد الماضي. حقيقة بأن إعادة نشرها لا يجعل منها صحيحة. السيد كوسبي لا ينوي التعليق على هذه الادعاءات». تم نشر هذا البيان أيضا على الصفحة الأولى من الموقع الرسمي لكوسبي. تؤكدان غرين وبومان أن هذا البيان الذي تم تعميمه على نطاق واسع يرقى إلى وصفهم بأنهن كاذبات مما يؤدي إلى ضائقة عاطفية وأضرار أخرى.

### نزاع تغطية التأمين
وافقت شركة المجموعة العالمية الأمريكية شركة التأمين الخاصة بمالك منزل كوسبي بشكل مبدئي على تحصيل التكاليف القانونية لشركة كوسبي من أجل تامارا غرين وأخريات. حالة في ماساتشوستس وكذلك لقضية جانيس ديكنسون في ولاية كاليفورنيا حول ما إذا كن هؤلاء النساء تم التشهير بهن عندما نفى ممثلو كوسبي حدوث سوء السلوك الجنسي. لكن شركة التأمين قد رفعت دعاوى قضائية تتعلق بالحالتين بهدف التخفيف من الإدانة بأنها غير مسؤولة.
يغطي التأمين على مالكي منزل «كوسبي» بسبب «الإصابة الشخصية» التي تم تحديدها في سياسته بما في ذلك «الإصابة الجسدية» و«صدمة وضائقة عاطفية وإصابة نفسية» و«انتهاك الخصوصية» و«التشهير والقدح أو القذف». ومع ذلك تتضمن السياسة استبعادًا «للإساءة الجنسية أو الجسدية أو العقلية» مما يمهد الطريق لمعركة قانونية جديدة محتملة حول ما إذا كان هناك تشريع يتعلق بالتشهير بشأن رفض الاعتداء الجنسي.
في سبتمبر 2015 رفع كوسبي دعوى إما برفض الدعوى القضائية من المجموعة العالمية الأمريكية أو تعليقها. جادل محامو كوسبي بأن المجموعة العالمية الأمريكية كانوا يتصرفون ضد مصالح كوسبي الفضلى وأن قتال كل من الدعاوى القضائية من المدعيات وكذلك من شركة التأمين له سوف يستنزف موارده.
في 9 أكتوبر 2015 تقدمت المجموعة العالمية الأمريكية برد ووصفت حركة كوسبي بأنها «غريبة وربما فريدة من نوعها في التاريخ الكامل للفقه الأمريكي» منتقدة محامي كوسبي للإشارة إلى قانون قضائي غير ذي صلة من دول أخرى وقائلة أنه إذا أيدت المحكمة كوسبي «سيكون بمثابة تخلي جماعي عن اختصاص المحكمة وكل ذلك بدون سبب واضح».
في 13 نوفمبر 2015 منحت قاضية كاليفورنيا الفيدرالية بيفرلي أوكونيل اقتراح كوسبي لرفض قضية ديكنسون وخلصت إلى أن من واجب المجموعة العالمية الأمريكية الدفاع. في رأيها نظر أوكونيل إلى الاستبعاد "الناشئ عن" المشار إليه أعلاه ويعلن أن المعنى غامض. "وجدت المحكمة أن التفسير العريض لكل من المدعي والتفسير الضيق للمدعى عليه لـ"الناشئة" هما تفسيران معقولان ... يمكن استبعاد إقصاء سوء السلوك الجنسي على نحو معقول ليقتضي أن تكون ادعاءات ديكنسون تتعلق فقط بسوء السلوك الجنسي أو أن ادعاءات ديكنسون قد تسببت في حدوث سوء السلوك الجنسي.
بما أن المصطلحات الغامضة تفسر لصالح العثور على التغطية فإن كوسبي قد فاز. أعطت أوكونيل سبب مستقل ثان لإيجاده في صالح كوسبي. نظرت في شكوى ديكنسون وخلصت إلى أن هناك مزاعم مستقلة عن سوء السلوك الجنسي. «على سبيل المثال يمكن تفسير ادعاءات المدعى عليه بتخدير» ديكنسون«المتعمد على الرغم من علمه أنها كانت في مركز إعادة التأهيل للإدمان قبل بضعة أشهر» بشكل معقول على أنها مستقلة عن سوء السلوك الجنسي وبالتالي ضمن تغطية السياسات ... وبالمثل تزعم شكوى ديكنسون أن تصريحات المدعى عليه تحتوي على العديد من الآثار حول ديكنسون بما في ذلك ضمنا أن ديكنسون قد نسخت المزاعم التي أدلت بها علنا من قبل نساء أخريات ضد المدعى عليه وتضمن أن كشف السيدة ديكنسون للاغتصاب كذبة وكتبت: «إنها إذن كاذبة». كما تفرض المحاكم تغطية مختلطة في العمل وفاز كوسبي هنا كذلك ولكن لا ينطبق هذا الحكم على حالة ماساشوستس حيث المجموعة العالمية الأمريكية وكوسبي ما زالا يكافحان لتحديد من تقع عليه المسؤولية. تخطط المجموعة العالمية الأمريكية لاستئناف هذا الحكم.
رفض القاضي الفيدرالي في ولاية ماساتشوستس مارك ج. ماستروياني محاولة كوسبي رفض الدعوى أو إيقافها مؤقتًا في 14 ديسمبر 2015. هذا القاضي هو المسؤول أيضًا عن غرين وأخريات دعوى التشهير ضد كوسبي نفي حركة شركة المجموعة العالمية الأمريكية للتأمين لوقف هذه القضية.

### غلوريا أولريد ضد مدرج كوب-مارييتا
في 18 نوفمبر 2015 أعلنت غلوريا أولريد أنها كانت تقاضي مقاطعة كوب ومدرج كوب-مارييتا ومايكل تاورمينا لانتهاك حقوق التعديل الأول لها عندما تم منعها من الدخول إلى أداء كوميبي للكوميديا الوقائية في 2 مايو 2015 في مركز كوب إنيرجي للأداء الفني في أتلانتا. شاركت أولريد في احتجاج خارج المكان ولكن اشتروا أيضًا تذكرة للبرنامج. ومع ذلك أخبرها ضباط شرطة محليون أنها ستُعتقل بتهمة التعدي على ممتلكات الغير إذا دخلت المسرح. وقالت أولريد أن فريق كوسبي نسق مع الأمن والشرطة لمنع دخول الأفراد الذين وضعتهم في قائمة «المحرضين». مدرج كوب-مارييتا هو اسم الشركة التي نظمت المعرض وتاورمينا هو مديرها الإداري. تم توظيف ضباط الشرطة من قبل مقاطعة كوب.
وقالت أولريد: «لا ينبغي أن يكون المؤدون قادرين على قيادة قوة شرطة (كما بدا أن ممثلي بيل كوسبي يقومون بذلك) من أجل استبعاد الأفراد من الأداء لأن لديهم وجهة نظر مختلفة عن وجهة نظر الفنان». وطلبت أمرًا من المحكمة بحظر ما تسميه «سياسة الرقابة على القبول في المكان».
في 8 سبتمبر 2016 وصلت أولريد إلى تسوية مع الدفاع. ووافقوا على دفع أولريد مبلغ 40,000 دولار إلى جانب وعد بعدم منع أي عملاء مستقبليين من حضور أي حدث عام يُعقد في المدرج.

### أندريا كونستاند ضد بروس كاستور
في 26 أكتوبر 2015 رفعت أندريا كونستاند دعوى قضائية فيدرالية ضد النائب السابق لمقاطعة مونتغومري بروس كاستور بتهمة التشهير. يجري تمثيل كونستاند من قبل محاميتها الأصلية في قضيتها ضد بيل كوسبي في عام 2006 دولوريس تروياني.
محامي كوسبي الجنائي الرئيسي في بنسلفانيا يحارب أمر استدعاء يتعلق بتبرعه بمبلغ 2500 دولار للمدعي العام السابق الذي يقول أنه وعد كوسبي بأنه لن يتم اتهامه أبداً. وشارك المحامي براين ماكمونغلي في استضافة حملة تبرعات سياسية لمنصب النائب العام السابق بروس كاستور مطلع العام الماضي لكنه قال أن الأمر استغرق قبل أشهر من انضمامه إلى فريق الدفاع عن كوسبي في سبتمبر. تريد محامية كونستاند الآن من ماكمونغلي تفصيل أي روابط بين مكتبه وكاستور بما في ذلك سجلات الهاتف والمستندات. إنها تريد من كوسبي أن يفعل الشيء نفسه. في جلسة استماع سابقة للمحاكمة في 15 أبريل 2016 حكم قاضي بأن كونستاند مخولة لأي مستندات مشتركة بين كاستور ومحامي كوسبي.

### بيل كوسبي ضد بيفرلي جونسون
في 21 ديسمبر 2015 رفع كوسبي دعوى قضائية ضد عارضة الأزياء الشهيرة بيفرلي جونسون بتهمة التشهير مدعيا أنها أخبرت قصة زائفة في مقال في مجلة فانيتي فير. كانت هذه هي المرة الأولى التي يقاضي فيها كوسبي امرأة كانت قد ادعت الاعتداء دون أن تقاضي نفسه أولاً. ويتهم كوسبي في الدعوى القضائية جونسون بالكذب بشأن الحادث الذي تقول فيه أن كوسبي قد رفع كوبًا من الكابتشينو مع دواء غير معروف. أدركت جونسون ما كان يحدث وقالت أنها صرخت ولعنته عدة مرات قبل أن يخرجها كوسبي وطلب لها سيارة أجرة. (لم يُدَّعي أي اتصال جنسي من قبل كوسبي في نسخة جونسون للحدث.) ويُزعم أنها كررت القصة أيضًا في المقابلات اللاحقة وفي مذكراتها التي تم نشرها في 25 أغسطس 2015.
كانت مزاعم جونسون الزائفة ضد السيد كوسبي هي محور محاولتها للانبعاث وقامت بدورها إلى أقصى الحدود ونشرت بشكل متكرر الاتهامات الكاذبة في المقالات والمقابلات والمقابلات التلفزيونية". وتسعى دعوى كوسبي للحصول على تعويضات غير محددة وأمر قضائي تمنع عارضة الأزياء من تكرار ادعاءاتها وتطلب إزالتها من مذكرات جونسون التي صدرت في أغسطس.
في 19 فبراير 2016 رفع كوسبي دعوى لرفض دعواه ضد جونسون. وكتبت محاميته مونيك بريسلي في رسالة بالبريد الإلكتروني يوم الخميس أن كوسبي اتخذ خطوة للتركيز على دفاعه في قضية جنائية في بنسلفانيا. كتبت برسلي أن كوسبي يخطط لإعادة ملف القضية ضد جونسون قبل انتهاء مدة التقادم.

### بيل كوسبي ضد أندريا كونستاند وأم كونستاند ومحامو كونستاند والمستفسر الوطني
في 1 فبراير 2016 رفعت كوسبي دعوى قضائية ضد أندريا كونستاند ووالدتها جيانا كونستاند ومحاميتها الحالية دولوريس تروياني ومحاميها السابق بيبي كفيتز وناشر المستفسر الوطني. أقام كوسبي الدعوى القضائية قبل يوم واحد من جلسة المحكمة الجنائية في 2 فبراير التي شملت شهادة من تروياني. وتسعى الدعوى إلى سداد كامل بالإضافة إلى فوائد على «المنفعة المالية الكبيرة». ويذكر أنه «على الرغم من منعه صراحةً من الكشف عن مثل هذه المعلومات لأي شخص فقد تطوعت أندريا كونستاند للمشاركة والإفصاح عن هذه المعلومات لمدعي عام المقاطعة وغيرهم». وقد صرحت تروياني بأن اتفاقية التسوية منعت كونستاند من الشروع في إجراءات جنائية ضد كوسبي وليس من التعاون إذا جاءت السلطات إليها أولاً. قدم المدعون نسخة من الاتفاقية منقحة لإخفاء كل ما عدا جملة واحدة في جلسة استماع كوسبي قبل المحاكمة هذا الشهر. يقرأ هذا السطر: «توافق على أنها لن تشرع في أي شكوى جنائية ضد كوسبي ناشئة عن الحقائق الأساسية في هذه القضية». لا تزال الدعوى قيد النظر في الوقت الحالي ورفض محامو كوسبي التعليق على طبيعة الادعاءات الواردة فيه.
في 28 يوليو 2016 رفع كوسبي دعوى لرفض الدعوى ضد جميع المتهمين.

### بروس كاستور ضد أندريا كونستاند
في 20 أكتوبر 2017 أعلن جيمس بيزلي جونيور محامي بروس كاستور أنه يخطط لرفع دعوى قضائية ضد أندريا كونستاند عن الأضرار التي لحقت به نتيجة للانتخابات التي خسر فيها أمام كيفن ستيل الذي يحاكم الآن كوسبي لنفس الأفعال التي لم يعاقب كاستور عليه. يدعي في الدعوى أن كونستاند قد تآمرت مع ستيل لمساعدته على الفوز في الانتخابات لكي تتم محاكمة كوسبي. رد جيفري ماكارون محامي كونستاند بالقول: «إذا كان سببه الموصوف هو سبب الدعوى فإننا لا نتوقع أن يدوم طويلاً».

## ردود الفعل

### استذكار لقاءات مع كوسبي

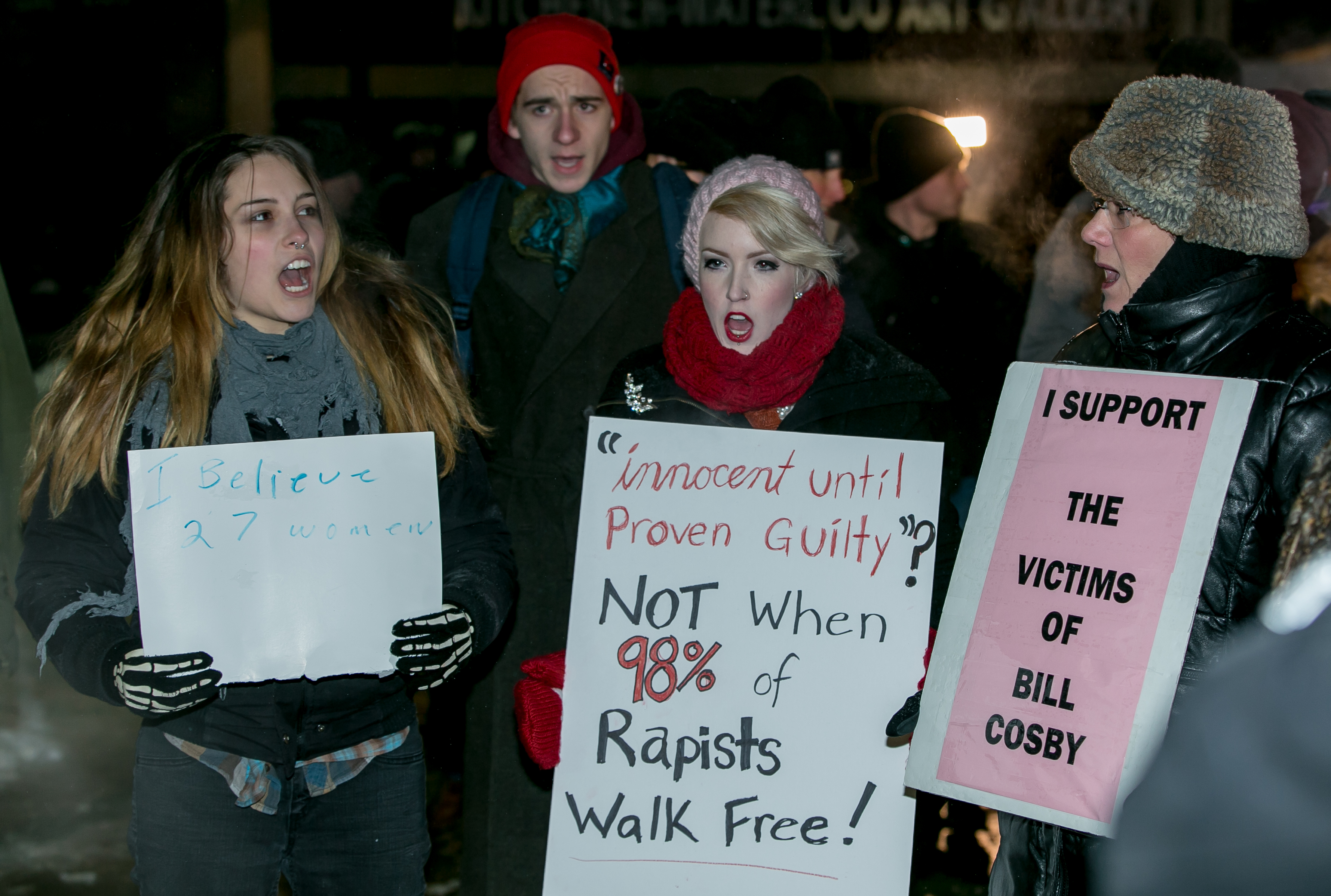
المتظاهرون في كيتشنر، أونتاريو.

تذكر كاتب العمود نورم كلارك لقاء مع كوسبي في التسعينيات في دنفر حيث احتضن الممثل الكوميدي حشدا من المعجبين العاشقين لكنه عامل كلارك بازدراء. كتب كلارك: «في الأسبوع الماضي ومزاعم الاعتداء الجنسي التي شنت ضد كوسبي وجدت نفسي أتساءل لماذا الرجل المحبوب ذلك هنا وحول العالم الذي كان قد فاز بأطفال المدارس إلى وسائل الاعلام وأبقى على صحافي دنفر في الخليج. إذن ماذا لو لم يرغب في التحدث إلى صحفي آخر؟ لكنني الآن أميل إلى الاعتقاد بأن شيئًا آخر قد يكون متورطًا في الحفاظ على الذات».
ربط كلارك بتجربة دونا تاغليافري التي وصفت "حادثة مرعبة بعد لقاء كوسبي في منتصف السبعينيات من خلال التنس" عندما كانت في أوائل العشرينات من عمرها. بعد لعب التنس مع كوسبي عدة مرات دعاها لموعد على العشاء ثم دعاها إلى غرفته في الفندق. كان لدى تاغليافري صديقة رافقتهم. بعد عرضهم حول البنتهاوس "تغيرت الأمور بشكل كبير وبسرعة. لقد أوضح لي بطريقة عدوانية جداً ما كانت نواياه". لقد قال لي: "سأكون معك. هذه الكلمات مطبَّقة على عقلي مع الشر الذي شعرت به وكانت فكرتي الأولى "لا لن تفعل ذلك". ثم استولت الصدمة علي وعندما لا تأتي الكلمات تشعر بالشلل. "في هذه المرحلة بدأت صديقتها تتحدث وأخرجتها من الوضع: "ليس لدي أي وسيلة لمعرفة ما الذي كان سيحدث لو لم تكن ويندي موجودة. ما أعرفه هو أن كلماته كانت اعتداءً عليّ لا يمكن نسيانه أبداً. وكانت خيانة الصداقة مذهلة.
دانا كينيدي صحفية ومراسلة عرضت اسم كوسبي لوكالة أسوشيتد برس في عام 1992 مشيرة إلى أنه على الرغم من أن كوسبي كان في أوج نجاحه ولم يكن لديه أي دعاية سلبية بشكل ملموس إلا أنه استمر في الحديث عن «لماذا لا يثق في الصحافة» قائلة أنه يحب «السيطرة» على مقابلاته. عكست مقالة أسوشيتد برس أكثر على مدى عدم الارتياح للمقابلة من مضمون المقابلة نفسها. في عام 2014 تذكرت كينيدي أنه بعد نشر مقالة أسوشيتد برس الحرجة أرسل لها كوسبي حزمة مشفرة بقطعة من الفاكهة ملفوفة في منشفة ورقية. وأشارت إلى أنه على الرغم من مقابلاتها مع بعض المشاهير الأكثر شهرة فقد كان كوسبي خلال ذلك الوقت الأعلى شعبية بين الذين لديهم شخصية «مخيفة» إذ يشير إلى حزمة غامضة كشيء «أعطت دائما» لها «تزحف». كانت ذكرياتها عن «كيفية التخويف والتهديد» كان كوسبي أثناء تلك التجربة التي قادتها إلى تصديق قصص النساء اللاتي كن يتهمن كوسبي.
صرح الممثل مالكولم جمال وارنر الذي لعب دور ثيو نجل كوسبي في مسلسل عرض كوسبي عندما سئل عن حالة كوسبي العقلية منذ اتهم كوسبي بالاعتداء الجنسي في 30 ديسمبر وكان وارنر متردد في الكشف عن تفاصيل المحادثات الشخصية. وقال وارنر «إنه بخير. هذا الجزء لا أشعر حقا بالراحة في الحديث عنه لأننا كنا دائما على علاقة شخصية وثيقة. لقد كان دائمًا جيدًا جدًا بالنسبة لي ومحادثاتنا الشخصية تميل إلى الحفاظ على شخصيتي».

### دفاعات كوسبي
في عام 2014 أصدرت كاميل كوسبي التي تزوجت كوسبي عام 1964 عندما كان عمرها 19 عاما بيانا يؤيد زوجها واصفة إياه بأنه ضحية لاتهامات غير معروفة: «الرجل الذي التقيت به ووقعت في الحب ومازلت أحبه هو الرجل الذي عرفه الجميع من خلال عمله، إنه رجل طيب ... وزوج رائع وأب وصديق».
في مقال في مجلة «تايم» في يناير 2015 حول سبب توقف النساء السود عن الدفاع عن كوسبي نقلاً عن الممثلة فيليسيا رشاد التي تدافع عنه: «ما تراه هو تدمير إرث. وأعتقد أنه منسق. لا أعرف لماذا أو من يفعل ذلك لكنه الإرث وهو إرث مهم جدا للثقافة».
في مقال نشرته يو إس إيه توداي في يوليو 2015 عن رد فعل ممثلي مسلسل عرض كوسبي على المزاعم ذكرت كيشيا نايت بوليام من الممثلين: «كل ما يمكنني التحدث إليه هو الرجل الذي أعرفه وأحب حقيقة أنه كان مثالًا كهذا [و]لا يمكنك أن تأخذ بعيدا عن العظيم الذي فعله وملايين الملايين من الدولارات التي أعطاها للكليات والتعليم وفقط ما فعله مع عرض كوسبي وكيف كان رائدا. كنا العائلة الأولى التي بغض النظر عن العرق أو الدين تشاهد نفسك فيها» بشأن معالجة مزيد من التهم ضد كوسبي. «في نهاية المطاف فإنها ادعاءات ... ليس لدي ما أقوله عن هذه القصة».
في سبتمبر 2015 هاجم الممثل الكوميدي دامون واينز المدعيات واصفاً إياهم ب«غير القادرين على الاغتصاب» ودافع عن كوسبي بالقول: «إنه صخب المال».
في ديسمبر 2015 اقترح الممثل والكوميدي إدي غريفين أن كوسبي كان ضحية مؤامرة لتدمير صورته وأن العديد من الرجال الأمريكيين البارزين الآخرين كانوا ضحايا لمؤامرات مماثلة.
كتب كاتب عمود في شيكاغو تريبيون كلارنس بيج أن نظرية المؤامرة الأكثر شعبية فيما يتعلق بالادعاءات تشمل كوسبي «[يعاقب] من قبل القوى لمحاولاته شراء شبكة إن بي سي في التسعينيات». وكتبت الصحيفة أن المؤامرة لا تفسر لماذا انتظر المتآمرون كل هذا الوقت لطرح هذه الاتهامات مع تكشف الفضيحة بعد سنوات عديدة من تخلي كوسبي عن عملية الشراء. كان ديك غريغوري من المؤيدين لهذه النظرية.

#### المدافعون يغيرون رأيهم
شخصان بارزان كانا قد دافعا سابقاً عن كوسبي ويؤمنان ببراءته غيرا رأيهما. قدمت كل من الممثلة والإعلامية الأمريكية ووبي غولدبرغ وجوزيف ك. فيليبس (شارك في مسلسل عرض كوسبي لمدة ثلاث سنوات) بيانات عامة في 15 يوليو 2015. وقالت غولدبرغ: «إذا كان هذا ليتم محاكمته في محكمة الرأي العام يجب أن نقول أن كل المعلومات الموجودة هناك هي نوع من نقاط الشعور بالذنب». في مقابلة مع غولدبرغ وجهت رسالة لكوسبي: «تبدو سيئة بيل. إما أن تتحدث أو تغلق». تلقت غولدبرغ تهديدات للوقوف بشدة ضد كوسبي. غولدبرغ في شكل سؤال أشارت إلى كوسبي بأنه «مغتصب متسلسل» وتساءلت عن سبب وجوده في الشوارع. كان فيليبس أكثر مباشرة في تعليق منفصل من غولدبيرغ قائلاً «بالطبع بيل كوسبي مذنب»!

### رد فعل أوباما
في يوليو 2015: تعزيز الوعي وتمكين الضحايا وهي مجموعة غير ربحية تركز على منع الاعتداء الجنسي أطلق WhiteHouse.gov عريضة داعية الرئيس باراك أوباما إلى إلغاء وسام الحرية الرئاسي (الذي استلمه كوسبي من الرئيس جورج دبليو بوش في يوليو 2002). في وقت لاحق من نفس الشهر رداً على سؤال في مؤتمر صحفي قال الرئيس أوباما:

### رد فعل كوسبي
بعد أن قامت تامارا غرين وهي واحدة من الشهود في قضية أندريا كونستاند بإعادة سرد قصتها إلى مجلة نيوزويك في فبراير 2014 أصدر ديفيد كوسكو مسؤول دعاية كوسبي بيانا في ذلك الوقت ووصف قصة غرين بأنها "اتهام غير مدروس لمدة عشر سنوات ثبت أنه لا شيء على الإطلاق. عندما انفجرت دعاوى الاعتداء الجنسي ضد كوسبي في نهاية عام 2014 أصبح إنكار بروكاو وممثلي كوسبي الآخرون أكثر شدة حيث وصف المحامي مارتن سينغر جميع المزاعم بأنها "لا أساس لها من الصحة وبأنها قصص خيالية ... [التي] تصاعدت بعد نقطة العبث".
عندما تقدمت ديكنسون في نوفمبر 2014 باتهام كوسبي باغتصابها في عام 1982 أصدر سينغر إنكارًا بالنيابة عن كوسبي قائلا: «إن قصة جانيس ديكنسون التي تتهم بيل كوسبي بالاغتصاب هي كذبة».
في وقت إجراء هذه المقابلات بدأ محامي كوسبي في إرسال رسائل ذات صياغة صارخة إلى المنشورات التي كتبت حول مزاعم الاعتداء الجنسي مهددا إياهم بالإجراءات القانونية واستخدام عبارات مثل «تابعوا خطرك الخاص» إذا نشروا قصصًا معينة. نشرت وسائل الإعلام رسائل تهديد من محامي كوسبي.
في نوفمبر 2014 أصدر أحد محاميي كوسبي جون شميت بيانا ذكر فيه: «خلال الأسابيع العديدة الماضية عادت إلى الظهور من جديد الادعاءات السيئة التي تعرض لها السيد كوسبي في عقد من الزمان. إن حقيقة تكرارها لا يجعلها صحيحة. كوسبي لا ينوي أن يكرّم هذه المزاعم بأي تعليق. تم نشر هذا البيان أيضا على الصفحة الأولى في موقع كوسبي الرسمي».
بعد إحالته على ثلاث اتهامات جنائية بناء على قضية كونستاند قام كوسبي بتغريدة بالرسالة التالية في 30 ديسمبر 2015 مستخدمًا حسابه على تويتر: «الأصدقاء والمشجعين شكرًا لكم».

#### المقابلات
سُئل كوسبي مباشرة عن تعليقات بيرس والنتائج المترتبة على ذلك في المقابلات التي أجريت في 2 نوفمبر 2014 والتي كان الهدف منها في الأصل أن تكون حول معرض فني جديد في متحف سميثسونيان الذي تضمن مجموعته الخاصة من الفن الأمريكي الأفريقي. في مقابلة مع الإذاعة الوطنية العامة في 15 نوفمبر 2014 قال الصحفي سكوت سايمون: "هذا السؤال لا يسعدني السيد كوسبي ولكن هناك ادعاءات خطيرة أثارت عنك في الأيام الأخيرة". أصبح كوسبي صامتا مما أدى إلى تبادل لاسلكي حرج وصف فيه سيمون شفهيا بتصرفات كوسبي للمستمعين: "أنت تهز رأسك لا". واصل سايمون مطالبة كوسبي بالتعليق على المزاعم قبل الانتهاء من المقابلة في النهاية دون أي اتصال آخر من كوسبي. في 6 نوفمبر 2014 مقابلة مع مراسل وكالة أسوشيتد برس بريت زونغكر بدا كوسبي منزعج بشكل واضح من قبل الأسئلة غير المتوقعة وقال لزونغكر: "لا لا نحن لا نجيب على ذلك". في محضر الجلسة حاول كوسبي مراراً وتكراراً أن يجعل زونغكر يؤكد أن وكالة الأسوشييتد برس ستقوم بتعديل الأسئلة التي تطرحها مما يعني ضمناً أن "نزاهة" زونغكر وقدرته على أن يكون "مراسلًا خطيرًا" قد يتعرض للخطر إذا لم يكن ذلك الجزء من المقابلة". عندما فشل زونغكر في ضمان هذا الطلب لجأ كوسبي إلى ديفيد بروكاو وطلب منه الاتصال بالهاتف مع محرري زونغكر على الفور. عندما تم نشر المقابلة لأول مرة في 10 نوفمبر تم بالفعل حذف الأسئلة. ومع ذلك بعد أن استمرت المزاعم في الحصول على جاذبية جديدة بما في ذلك اتهام جديد من جانيس ديكنسون وقررت وكالة الأسوشييتد برس إطلاق لقطات من التبادل الكامل في 19 نوفمبر.
في 21 نوفمبر 2014 في مقابلة مع فلوريدا اليوم قال كوسبي: «أعرف أن الناس تعبوا من أن لا أقول أي شيء ولكن ليس على الشخص أن يجيب على الأذى. يجب أن يدقق الناس. لا يجب على الناس الذهاب من خلال ذلك ولا ينبغي أن يجيبوا على التلميحات».

## تداعيات
قطعت العديد من المؤسسات والكليات والجامعات والأعمال التجارية وشبكات البث العلاقات مع كوسبي نتيجة لهذه الادعاءات.
لقد كانت الشهادات الفخرية لكوسبي موضوع جدل. تشير التقديرات إلى أن الممثل الكوميدي حصل على أكثر من 60 شهادة فخرية بين عامي 1985 و 2014 وتم منح الكثير منها بعد أن اعترف كوسبي بتوجيه الأموال لعشيقة شون أبشو في التسعينات واتهم بالاعتداء جنسيا على ليشل كوفينغتون في عام 2000 وواجه دعوى قضائية في عام 2005 من قبل أندريا كونستاند مع 13 ضحية مزعومة أخرى على استعداد للتقدم. ومع ذلك استمر كوسبي في جمع الشهادات الفخرية حتى منحته جامعة بوسطن على هذا الشرف في مايو 2014. كانت جامعة أريزونا لا تزال تجري مناقشات في أواخر نوفمبر 2014 لمنح شهادة لكوسبي في عام 2015.
ومع ذلك وبينما استمر الجدل حول كوسبي كانت هناك حركة متزايدة للفت الانتباه إلى العنف الجنسي في حرم الجامعات ومع تزايد النقد بأن بيروقراطية التعليم العالي أدت إلى ثقافة لم تؤخذ فيها الجرائم الجنسية بجدية. أشارت مجلة نيويورك إلى الحركة في عام 2014 على أنها «ثورة ضد الاعتداء الجنسي في الحرم الجامعي». وأصبح الأمر شائعًا إلى حد أن نائب الرئيس جو بايدن أصدر مقال رأي في عام 2015 لمكافحة هذه القضية. وفي ظل هذه الخلفية بدأت العديد من الكليات والجامعات بقطع علاقاتها مع كوسبي حيث قام عدد غير مسبوق منها بإلغاء شهاداته الفخرية.
عند الإعلان عن إدانتها لكوسبي استغلت العديد من الجامعات الفرصة للتعبير عن سياسات عدم التسامح القوية من العنف الجنسي من أي نوع. وقالت جامعة براون أن أفعال كوسبي المزعومة «تبعث على القلق بشكل خاص لأن مجتمعنا الجامعي لا يزال يواجه التحديات الحقيقية للغاية للعنف الجنسي في حرمنا وفي المجتمع ككل». وفي بيان جامعة بايلور الذي أعلن فيه منح شهادة كوسبي التي تم إلغاؤها «من خلال جهود مكتبنا التاسع فإننا نشجع الضحايا على الإبلاغ عن أعمال العنف بين الأشخاص والجنسيين والتأكد من أن هؤلاء الذين يعانون من آثار هذه الأعمال يقدمون الدعم والخدمات الضرورية للشعور بالأمان والنجاح أكاديميا».
بعد أن ألغت أكثر من 20 مؤسسة شهادات كوسبي رفض الآخرين القيام بذلك وكثيراً ما كانوا يستشهدون بسياستهم بعدم إلغاء شهادة أي شخص لأي سبب من الأسباب. ومع ذلك فإن معظم هذه المدارس تضمنت بيانات تدين سلوك كوسبي.
تلقت جامعة بنسيلفانيا بعضا من أعنف ردود الفعل عندما أعلنت أنها لن تلغي شهادة كوسبي الفخرية بسبب سياسة الجامعة. لم يعلق على حقيقة أن الجامعة قد ألغت في الواقع شهادتين فخريتين أخريين. نشرت مجلة فيلادلفيا مقال رأي بعنوان «جامعة بنسيلفانيا، هل أنت جادة حول عدم إبطال شهادة بيل كوسبي الفخرية؟» تلخيص «في الحرم الجامعي حيث ذكرت 27٪ من النساء أنهن يتعرضن للاعتداء الجنسي فإن هذا التردد غير مقبول». وفي النهاية ألغت جامعة بنسلفانيا شهادة الشرف الفخرية لكوسبي في فبراير 2018.

### قطع علاقات المؤسسات
في نوفمبر 2014 بدأت الكليات والجامعات التي لها علاقات مع كوسبي بإزالة ارتباطاتها معه. طلبت جامعة ماساتشوستس في أمهرست وهي إحدى المدارس الأم لكوسبي من كوسبي التنحي كرئيس مشارك فخري لحملة جمع التبرعات في الجامعة. كلية باركلي للموسيقى التي كانت قد منحت كوسبي سابقًا شهادة فخرية من منحة دراسية قدمتها باسم كوسبي. كما قامت جامعة هاي بوينت بولاية نورث كارولينا بسحب كوسبي من مجلسها الاستشاري كما ألغت جامعة فريد-هاردمان الدعوة الموجهة إلى كوسبي لتظهر في حفل عشاء سنوي في ديسمبر.
في 4 ديسمبر 2014 اتخذت بحرية الولايات المتحدة خطوة نادرة لإلغاء اللقب الفخري لكوسبي لرئيس الضباط الباطن الذي كان قد استلمه في عام 2011. وأصدرت البحرية بيانا قالت فيه أن «المزاعم ضد السيد كوسبي خطيرة للغاية وتتعارض مع القيم الأساسية للبحرية من الشرف والشجاعة والالتزام».
في ديسمبر 2014 وسط ضغوط لخفض العلاقات طويلة المدى مع جامعة تمبل استقال كوسبي من مجلس الأمناء.
في 14 ديسمبر 2014 علقت كلية سبيلمان إلى أجل غير مسمى «منحة كاميل أوليفيا هانكس كوسبي للأستاذية» الذي يحمل اسم زوجة كوسبي. قالت الكلية أنها ستعيد الأستاذية الممنوحة عندما يمكن تحقيق «أهدافها الأصلية مرة أخرى» ولكن بعد أن تم نشر إعلان كوسبي عام 2005 في يوليو 2015 أوقفت الكلية الاستدارة بشكل كامل.
بحلول نهاية عام 2014 أسقطت وكالة الفنانين المبدعين للمواهب كوسبي كعميل وتركته دون وكيل في هوليوود.
في 7 يوليو 2015 قام عالم والت ديزني بإزالة تمثال بيل كوسبي الذي تم عرضه كجزء من «قاعة مشاهير أكاديمية الفنون والعلوم التلفزيونية في هوليوود بارك».
في منتصف يوليو 2015 بعد ضغوط شعبية هائلة لإزالة الأعمال الفنية التي يمتلكها كوسبي قرر المتحف الوطني للفن الأفريقي التابع لمعهد سميثسونيان أن ينشر رسالة إخلاء تذكير للزائرين مفادها أن معرضًا يضم مجموعة فنية لكوسبي يدور حول الفنانين وليس تقديرًا للكوميدي المحارب. إن المعرض الذي تم التخطيط له بشكل كبير والذي تم التخطيط له منذ عام 2012 وتمت تغطيته جزئياً بمبلغ 716,000 دولار من التبرعات المخصومة من الضرائب للمتحف من قبل بيل وكاميل كوسبي (الذي يرأس مجلس إدارة المتحف الوطني للفن الأفريقي) يحمل عنوان «المحادثات» ويتضمن 62 عملاً من الأعمال التي قدمها الزوجين. استمر حتى 24 يناير 2016.
في 20 يوليو 2015 أُعلن أن كوسبي لن يظهر في الفيلم الوثائقي القادم «رسمت لأسفل» عن تاريخ الأمريكيين الأفارقة في السينما والتلفزيون. يعود الفضل إلى كوسبي في المساعدة على إنشاء رابطة الدوبليرات السود في عام 1967. زعم المنتج نوني روبنسون: «كنا آخر مشروع يقف وراءه» ولكنه قال أن سحبه من الفيلم الوثائقي كان «الشيء الصحيح الذي ينبغي عمله في ضوء إعلان المحكمة يتم نشره». في الوقت نفسه أزال رابطة اتحاد الدوبليرات السود تكريماً لكوسبي على موقعه على الإنترنت.
في يوم 23 يوليو 2015 أكدت سايمون وشوستر لوكالة أسوشيتد برس أنها لن تطلق نسخة مطبوعة من السيرة الذاتية «كوسبي: حياة وأوقات» التي صدرت في عام 2014 والتي انتقدت عدم تناول الاعتداء الجنسي العام الادعاءات ضد كوسبي. قام الناشر أيضًا بسحب التأييد الخاص بالشهرة للكتاب بعد أن طلب من ديفيد ليترمان وجيري ساينفيلد أن ينأى بنفسه عن السيرة الذاتية.
في 23 يوليو 2015 وفقا لورقة مدينة فيلادلفيا كان من المقرر إزالة لوحة جدارية «عيد الأب» تصور كوسبي ونيلسون مانديلا وديزموند توتو. تم رسمها بعد أن تم تشويهها مع كتابات مكتوب عليها «المغتصب» و «المتأنق مع اللوطي» مع الإشارة إلى الرواية التي لم يتم كشفها مؤخرًا في عام 2005 والتي اعترف فيها الممثل الكوميدي بالحصول على ميثاكوالون لإعطائه للنساء بنية ممارسة الجنس معهن. كان برنامج جدارية الفنون يعتزم بالفعل إزالة اللوحة الجدارية ولكنه سرعان ما أسرع في عملية الإزالة بسبب الضغط.
في 17 أغسطس 2015 قام برنامج الأفلام المجانية لمدة 12 أسبوعًا في جامعة نيويورك بقطع جميع العلاقات مع كوسبي. وقد عينت جامعة نيويورك في وقت سابق برنامج «ورشة عمل وليام كوسبي لصانعي الأفلام المستقبليين». ومنذ ذلك الحين قامت جامعة نيويورك بإزالة اسم كوسبي من برنامج صانعي الأفلام المستقبليين وحذف صفحة الويب التي تحتوي على معلومات البرنامج. وقال مات نايجل المتحدث باسم جامعة نيويورك في 28 أغسطس عبر البريد الإلكتروني: «ستستمر ورش العمل لكن تمت إزالة اسم كوسبي ... في ضوء الأحداث الأخيرة».
في 2 سبتمبر 2015 أثارت صورة لكوسبي مصنوعة من البذور غضباً من الحضور في معرض ولاية مينيسوتا الذي عقد في مبنى الزراعة البستانية في مينيسوتا. جعل الفنان نيك ريندو صورة محصول كوسبي من نوع من البذور التي تسمى اللفت. ورافق صورة كوسبي مع بطاقة صغيرة موضحا أنها مصنوعة من بذر اللفت ولكن أحد الموظفين مسجّلاً على كلمة اللفت. بسبب الغضب تم حذفه بعد يوم من العرض.
في 11 سبتمبر 2015 جامعة سنترال ستيت وهي كلية تاريخية للسود تبرع لها كوسبي بأكثر من مليوني دولار قامت بشكل رسمي بإزالة اسم كوسبي من مركز الاتصالات كاميل أ. وويليام ه. كوسبي وأعادت تسميته إلى مركز اتصالات جامعة سنترال ستيت. كانت الجامعة تغطي اسم كوسبي مؤقتًا منذ يوليو حتى اتخاذ القرار النهائي.
في 7 أكتوبر 2015 أعلنت جامعة تمبل أنها ستبعد نفسها عن كوسبي من خلال استبدال المقعد الذي استقال منه في ديسمبر 2014 بخرّيجة جامعة تمبل ومراسلة هيئة الإذاعة الوطنية تامرون هول. كان من المتوقع أن يصوت المجلس على هذا في 13 أكتوبر 2015. ومن المتوقع أن تأخذ هول مقعدها في مجلس الإدارة في ديسمبر.
في 19 نوفمبر 2015 صوت مجلس خريجي مدرسة سنترال الثانوية على إزالة كوسبي من صالة الشهرة. وقال رئيس مجلس الإدارة جيفري مولداوير أن القرار اتخذ «للقضاء على قضية» تصرف انتباهه عن مهمتها. ويقول أن بعض أعضاء مجلس الإدارة لم يشعروا بالارتياح تجاه وضع كوسبي كقدوة يحتذى به للأطفال. يقول مولداوير أن إقالة كوسبي لا تعكس رأيًا حول المزاعم. درس كوسبي في مدرسة سنترال الثانوية فقط لجزء من سنته الأولى. تم إدراجه في عام 1998.
في 20 يناير 2016 أعلنت جامعة هامبتون وهي كلية تاريخية للسود إزالة كوسبي من مجلس أمناءها بسبب مزاعم عن اعتداءات جنسية متعددة: «على مدى عقود أيد بيل كوسبي جامعة هامبتون كمؤسسة للتعليم العالي بما في ذلك الخدمة في مجلس الأمناء التابع له ولم يعد يعمل في المجلس».
في 31 مارس 2016 أعلن المتحف الوطني لتاريخ وثقافة الأميركيين الأفارقة أنه سيخاطب مزاعم الاعتداء الجنسي من كوسبي في معرضه. في البداية قال المتحف أنه لن يفعل ذلك لكن بعد ضغط هائل من الجمهور غير قراره. وسيضم المتحف الذي سيفتح أبوابه في 24 سبتمبر غلافًا لألبوم كوميدي من قبل كوسبي التي تعود أصوله إلى فيلادلفيا وكتابًا هزليًا من مسلسله التلفزيوني الرائد أنا جاسوس كجزء من معرضه حول الفنانين والكوميديين السود.
في يناير عام 2017 رسمت تشيلي بول من بينس لوحة جدارية كبيرة لبيل كوسبي وباراك أوباما وغيرهم من المشاهير. ذكر أصحاب المطعم أن التجديد لا علاقة له بالادعاءات ضد الممثل الكوميدي.
تم طرد بيل كوسبي ورومان بولانسكي من أكاديمية فنون وعلوم الصور المتحركة «وفقًا لمعايير السلوك المنظمة» في 1 مايو 2018.

### إلغاء الشهادات الفخرية
لقد ألغت العديد من المؤسسات الأكاديمية الشهادات الفخرية التي منحتها لكوسبي. معظمهم ذكروا ترشيح كوسبي عام 2005. العديد من هذه المؤسسات لم تلغ أبداً الشهادة الفخرية من قبل أو مرة واحدة فقط من قبل.
ألغت جامعة فوردهام الشهادة الفخرية لكوسبي مما يجعلها الجامعة الأولى في التاريخ. وقالت فوردهام: «لقد اتخذت الجامعة هذه الخطوة الاستثنائية في ضوء إقرارات السيد كوسبي في المحكمة العامة الآن والتي تؤكد العديد من المزاعم التي صدرت ضده من قبل العديد من النساء وأن السيد كوسبي كان على استعداد لتعاطي المخدرات واغتصابها من أجله. الإشباع الجنسي وإلحاق المزيد من الضرر بنفس سمعة المرأة ووظائفها لإخفاء ذنبه لا يضر فقط بضحاياه بل كل النساء وهو أبعد من الشاحب». في اليوم التالي أرسل محامي كوسبي جون ب. شميت رسالة إلى جامعة فوردهام يصف تصريحها بأنه «غير مسؤول إلى حد يصدم الضمير وإن سوء تسميته بشهادة السيد كوسبي فظيع لدرجة أن المرء لا يستطيع أن يستنتج إلا أنه كتب من قبل شخص غير معتاد على الشهادة أو قرر عن عمد أن يسيء تفسير كلمات السيد كوسبي». وانتقد شميت الجامعة لجهودها الواضحة لإقناع «الدعم المجاني» برفع دعاوى التشهير ضد كوسبي مستشهدا بما أسماه ادعاء الجامعة غير المبرر بأن الفنان لديه «إستراتيجية طويلة الأمد لتشويه سمعة النساء اللواتي اتهمنه بمثل هذه الأعمال».
أيضا سحبت شهادات جامعة ماركيت وجامعة سان فرانسيسكو وجامعة براون وجامعة ويلكس وجامعة بايلور وجامعة ليهاي وكلية غوتشر وجامعة تافتس وكلية فرانكلين ومارشال وكلية أمهرست وكلية سبرينغفيلد وكلية موهلنبرغ وجامعة دركسل وجامعة براينت وجامعة بيتسبرغ وجامعة درو وجامعة كاليفورنيا الحكومية وجامعة مدينة نيويورك وكلية سوارثمور وجامعة بوسطن وكلية أوكسيدنتال وكلية أوبرلين وكلية هافرفورد وجامعة بنسيلفانيا وجامعة ويلكس وجامعة ييل.
وأكدت عدد من الجامعات والمؤسسات التعليمية أنها منحت شهادات فخرية لكوسبي استناداً إلى المعلومات المعروفة في وقت منح الجائزة وبينما أعرب البعض عن استنكارهم للكشف عن سلوك كوسبي فإنهم يفتقرون إلى سياسة أو آلية لإلغاء هذا الشرف. رفضت الكليات الأخرى التعليق أو ذكرت أن القرارات لا تزال معلقة. اعتبارا من نوفمبر 2015 حافظ كوسبي على شهادات فخرية صالحة من كلية باركلي للموسيقى وكلية بوسطن وجامعة كارنيغي ميلون وكلية كولبي وجامعة كولغيت واتحاد كوبر وجامعة ولاية ديلاوير ومعهد فاشون للتكنولوجيا وجامعة جورج واشنطن وجامعة هامبتون وجامعة هوارد وجامعة جونز هوبكينز وجامعة نيويورك وجامعة ولاية كارولينا الشمالية الزراعية والتقنية وجامعة ولاية أوهايو وجامعة الدومينيون القديمة وكلية باين وجامعة بيبردين ومعهد رينسيلير للفنون التطبيقية وكلية روست وكلية سيسيتون وهبيتون وكلية تالاديغا وجامعة تمبل وكلية وليام وماري وجامعة سينسيناتي وجامعة كونيتيكت وجامعة ميريلاند وكلية بارك وجامعة نوتر دام وجامعة ولاية كارولينا الشمالية في تشابل هيل وجامعة كاليفورنيا الجنوبية وجامعة جنوب كاليفورنيا وجامعة فرجينيا كومونولث وجامعة ويسليان وجامعة غرب تشيستر.

### إلغاء عروض شبكات البث
في 17 نوفمبر 2014 أرجأ نتفليكس عرضًا كوميديًا في الكوميكس بعد أن ظهرت اتهامات بأن كوسبي اعتدى جنسياً على جانيس ديكينسون في عام 1982.
كما تم إلغاء إعادة عرض مسلسل عرض كوسبي والعروض الأخرى المرتبطة بكوسبي. في 19 نوفمبر 2014 أنهت كل من تي في لاند وهيئة الإذاعة الوطنية علاقتهما مع كوسبي: أعلنت تي في لاند أنها ستسحب إعادة عرض مسلسلاته من جدول البرامج وكذلك إزالة مقاطع من العرض من موقعها على شبكة الإنترنت في حين ألغت شبكة هيئة الإذاعة الوطنية خططها لتطوير المسلسل الكوميدي الجديد من بطولة كوسبي. في ديسمبر 2014 قامت شركة أسباير التي يملكها ماجيك جونسون بإزالة المسلسلين أنا جاسوس وعرض بيل كوسبي من مجموعتها. في يوليو 2015 قامت شبكة البث التلفزيوني بونس بسحب إعادة العرض وتوقف سينتريك من بيت (وحدة فياكوم أخرى) عن إعادة عرض مسلسلاته. لا يزال العرض متاحًا على هولو. على الرغم من عودة المسلسل إلى قناة بونس في ديسمبر 2016 فإنه تم سحب المسلسل من الشبكة مرة أخرى في أبريل 2018 بعد صدور حكم على كوسبي بأنه مذنّب.

## التغييرات التشريعية

### خطة الاعتداء على الجنس في أونتاريو
في مارس 2015 أعلنت رئيسة وزراء أونتاريو كاثلين وين خطة جديدة بعنوان «لا تسأل بخير» والتي تتضمن ميزانية غير مسبوقة بقيمة 41 مليون دولار لمكافحة العنف الجنسي والمضايقات: «تمت صياغة الخطة الجديدة استجابة للحوادث البارزة التي لا تزال قيد التحقيق بما في ذلك ادعاءات الاعتداء الجنسي ضد أعضاء فريق جامعة أوتاوا للهوكي للرجال جيان غوميشي وبيل كوسبي».

### قانون نيفادا للاعتداء الجنسي
في 26 مايو 2015 وقع محافظ ولاية نيفادا براين ساندوفال على مشروع قانون يوسع قانون التقادم للمحاكمة الجنائية للاغتصاب من أربع سنوات إلى 20 سنة. وقد صرحت ليز لوبي لوبلين التي اتهمت كوسبي بتخديرها في عام 1989 في فندق في لاس فيغاس بولاية نيفادا بتأييد القانون الجديد وطلبت من عضوة مجلس بلدية نيفادا أيرين بوستامانتي آدامز تقديم مشروع القانون AB212.

### مشروع قانون الاعتداء الجنسي في كولورادو
في 15 سبتمبر 2015 ألتقت المدعيات على كوسبي بيت فيرير وهايدي توماس وهيلين هايس بممثلة الدولة روندا فيلدز والنائب العام للمحكمة القضائية 18 جورج باراتشلر وآخرين في الكابيتول في دنفر، كولورادو. هناك ناقشوا إطالة قانون التقادم الحالي لمدة عشر سنوات في كولورادو للاعتداء الجنسي. وتحدثت غلوريا أولريد التي تمثل معظم الضحايا المزعومين البالغ عددهم 60 ضحية إلى التجمع عبر سكايب: «لقد كنت في نيوجيرسي ولست على علم بأي جانب سلبي لأنهم أزالوا القانون (التقييدات) على الاغتصاب والاعتداء الجنسي». وقال باراتشلر أنه لا يريد أن يحرم أي ضحية من الاستماع لها في محاكمة عادلة بسبب قانون كولورادو لكن «ليس لدي رقم سحري». وقال أنه يجب القيام بأي تغيير بعناية لأنه كلما مر الوقت بين الاعتداء الجنسي المزعوم والمقاضاة كان من الصعب على المتهم أن يدافع عن نفسه. وصفت الحقول غطاء الاعتداء الجنسي تعسفيًا نظرًا لأن معظم الولايات بما فيها ولاية كولورادو ليس لها حدود قانونية على القتل.
في 11 فبراير 2016 صوتت اللجنة القضائية في مجلس النواب 11-0 لإرسال مشروع القانون تمديد قانون التقادم من 10 إلى 20 سنة إلى مجلس النواب الكامل. تحدثت كل من فيرير وتوماس اللتين زُعمتا أنهما كانتا ضحيتين لكوسبي في الجلسة قبل اتخاذ القرار في نفس اليوم. تتم رعاية مشروع القانون من قبل النائبة روندا فيلدز والسيناتور جون كوك.

### وسام الحرية الرئاسي
في 5 يناير 2016 تم اكتشاف أن النائب بول غوسار كان يقوم بصياغة تدبير لإلغاء وسام كوسبي الرئاسي للحرية منذ إصدار يوليو 2005 لإقرار عام 2005 أقر فيه كوسبي باستخدام المخدرات ضد النساء اللواتي يريد أن يمارس معهن العلاقات الجنسية. وجاء في مشروع القانون "لقد اعترف كوسبي بتخدير النساء من أجل إشباع رغباته الجنسية وبالتالي فإن الحكومة الفيدرالية يجب ألا تعترف بكوسبي بشرف مثل "وسام الحرية الرئاسي". سوف يفرض التشريع عقوبات جنائية إضافية على أي شخص يظهر علناً ميدالية الحرية التي ألغها الرئيس بما في ذلك السجن لمدة سنة. وكتب غوسار في رسالة إلى زملائه من المشرّعين يطلب منهم المشاركة في رعاية مشروع القانون: "الاستمرار في تكريم بيل كوسبي بهذه الجائزة المرموقة سيكون إهانة للمرأة في جميع أنحاء البلاد ولا سيما أولئك الذين كانوا ضحايا لأفعاله المرعبة".

### مشروع قانون الاعتداء الجنسي في ولاية أوريغون
ومن شأن مشروع قانون في مجلس الشيوخ في ولاية أوريغون أن يخلق استثناء من قانون التقادم لمدة 12 عاما بالنسبة لأخطر الجرائم الجنسية - بما في ذلك الاغتصاب واللواط وإساءة معاملة الأطفال - مما يسمح للمدعين العامين بتوجيه اتهامات في حالة ظهور أدلة ملموسة جديدة. على سبيل المثال يمكنهم إعادة فتح القضية إذا تقدم العديد من الضحايا بمزاعم مشابهة أو إذا تم اكتشاف أدلة مكتوبة جديدة. استلهم مجلس الشيوخ بيل 1553 من حالات الاغتصاب البارزة بما في ذلك قضية بريندا تريسي التي أفادت بأنها تعرضت للاغتصاب من قبل أربعة من لاعبي كرة قدم في كورفاليس في 1998 والأخرى التي تورط فيها كوسبي. وقال آرون نوت المدير التشريعي لمدعي عام ولاية أوريغون إيلين روزنبلوم أنه بموجب القانون يمكن استخدام ضحايا جدد قادمين كدليل لإعادة فتح القضية. وقال نوت للمشرعين في جلسة استماع تعقدها اللجنة في 8 فبراير 2016 «بينما يعتبر بيل كوسبي أحد المشاهير فإنه ليس فريدًا بالنسبة له».

### قانون الاعتداء الجنسي في كاليفورنيا
في 3 يناير 2016 قدمت عضوة مجلس الشيوخ عن ولاية كاليفورنيا كوني لييفا مشروع قانون مجلس الشيوخ 813 واسمه «قانون العدالة من أجل الضحايا». سيقضي مشروع القانون هذا على قانون التقادم لمدة 10 سنوات في كاليفورنيا لجرائم جنسية لجريمة الاغتصاب واللواط وأفعال بذيئة أو فاسقة والاستغلال الجنسي المستمر للطفل والجنس الفموي والاختراق الجنسي. يحتوي مشروع القانون على دعم من غلوريا أولريد ومكتب المدعي العام لمنطقة مقاطعة سان برناردينو وغيرهما.
في 12 أبريل 2016 أدلى أربعة من ضحايا بيل كوسبي ليندا كيركباتريك وليلي برنارد وفكتوريا فالينتينو و«كاسي» بشهادتهن أمام لجنة مجلس الشيوخ. وقالت كيركباتريك «كنت أريدهم أن يعرفوا أن النظام فشلنا». كما شهدت المحامية غلوريا أولريد التي تمثل 33 من ضحايا كوسبي المزعومات.
في 28 سبتمبر 2016 وقع الحاكم جيري براون على مشروع القانون ليصبح قانونًا. القانون أصبح ساري المفعول اعتبارا من 1 يناير 2017. وقد أيده الناشطة في حقوق المرأة والمثليين إيفي بوتيني والدكتورة كارولين هيلدمان اللاتي يشاركن في حملة تسمى «إندريبسول» لإلغاء قانون التقادم في حالات الاغتصاب في الولايات الأخرى ساهمت ليلي بيرنارد وفيكتوريا فالنتينو وغيرهم من ضحايا كوسبي المزعومات في هذا الجهد على مستوى القاعدة.

## في الثقافة الشعبية
زملائه الهزليين بما في ذلك ديف شبيل وجاد أباتاو ومارتن لورنس وجيم نورتون وبيل مار وليزا لامبانيلي وجيف روس وجيم جيفريز على هذه المزاعم في عروضهم في ستاند أب كوميدي.
في فيلم الكوميديا لعام 2016 جيران 2: صعود نادي الفتيات أطلقت شخصية نكتة «حصلنا على كوسبي» بعد إدراكه بأنه تم تخديره. ساوث بارك وساترداي نايت لايف وداخل ايمي شومر وفاميلي غاي سخروا أيضا من كوسبي بسبب سوء سلوكه المزعوم.
مازح إيدي ميرفي عن سقوط كوسبي وأقام انطباعه الأيقوني عنه أثناء قبوله جائزة مارك تواين للفكاهة الأمريكية.
في أواخر عام 2015 عندما اتهم الممثل الدانماركي جيمس دين بالاعتداء الجنسي من قبل العديد من النساء وأشارت إليه هافينغتون بوست على أنه «بيل كوسبي المجال الإباحي».

## التأثير على تراث كوسبي
قارن موقع Salon.com تراث كوسبي المتضرر مع تراث أو جاي سيمبسون بقوله: «عندما تسمع اسم أو جاي سيمبسون لا تتذكر بأنه لاعب كرة قدم عظيم حيث لا يتبادر إلى الذهن أولاً. أعتقد أنه لن نتذكر كوسبي بأنه ممثل كوميدي عظيم بل سنتذكره بالمغتصب المتسلسل».
في عام 2015 نشرت مجلة إيبوني قضية ادعاءات كوسبي كقصة الغلاف وناقشت أهمية مسلسل عرض كوسبي وإذا كان من الممكن فصل بيل كوسبي عن كليف هكستابل. صور الغلاف صورة فوتوغرافية لعائلة هكستابل بإطار متصدع الذي يرمز إلى تراث المسلسل التالف والمعقد.
وضعت مجلة رولينغ ستون فيلم «بيل كوسبي: بنفسه» في الترتيب الثامن في قائمته ل«أفضل 25 مسلسل في كل العصور» معترفة بأهمية الفيلم في حين لا يزال يقول «نعم إنه قريب من المستحيل مشاهدة أي شيء قام به الممثل الكوميدي الملوث وعدم التفكير في العناوين الرئيسية والمضايقات وكشف ما هو بأي تعريف للسلوك الوحشي». كما وضعوا كوسبي في المركز الثامن على قائمة «أفضل المواهب الهزلية في كل العصور» قائلين «من غير المرجح أن يؤدي بيل كوسبي مرة أخرى والاستماع إلى أعماله الفنية لن يكون له ذلك الشعور اللطيف والحلو الحنين إلى أي شخص وعلى الرغم من أنه من المستحيل فصل الممثل عن الرجل فإن استبعاد اسمه من العروض الكوميدية سيكون مستحيلاً».

## ذكر كوسبي المزعوم للمخدرات
في ضوء مزاعم الاعتداءات الجنسية بمساعدة المخدرات تعرض تاريخ كوسبي للنكات حول «الذبابة الإسبانية» إلى مزيد من التدقيق. وقد وصفت بأنها تعود «لمطارده».
في ألبومه الكوميدية لعام 1969 «إنه صحيح! إنها الحقيقة!» يتحدث عن خيال الذكور مع «الذبابة الإسبانية» ونكات حول الانزلاق إلى مثير للشهوة الجنسية في مشروبات المرأة المطمئنة. تبدأ النكتة بسماع كوسبي البالغ من العمر 13 عامًا عن الجوهر وتنتهي بشخص كوسبي بالغ السعادة يسأل عن الحصول على «الذبابة الإسبانية» أثناء وجوده في إسبانيا ويصاب بخيبة أمل عندما يسأله سائق سيارة أجرة محلي عن «الذبابة الأمريكية».
في مقابلة عام 1991 مع لاري كينغ كجزء من جولة ترويجية لكتابه «الطفولة» قال كوسبي مازحا عن «الذبابة الإسبانية» وهو مصطلح عامي في شبابه للحصول على حبوب منع الحمل التي يمكن أن تكون بمثابة مثير للشهوة الجنسية.
في كتابه «الطفولة» عام 1992 خصص كوسبي فصلاً كاملاً عن الذبابة الإسبانية مشيراً إلى كيف كان يعتز بمفهومه كصبي محتلم. يسأل شاب كوسبي كيف تبدو الذبابة الإسبانية وكيف يعطيه لفتاة («في ساندويتش ما؟») وكم منها يستخدم والذي يرد عليه أحد أصدقاء الطفولة في كوسبي: «قريباً من خلعها جزئيا لملابسها وهذا يكفي».
في 8 يناير 2015 في عرض ستاند أب كوميدي لكوسبي في حدائق بدويايزر في لندن، أونتاريو أجاب امرأة في الصف الأمامي: «عليك أن تكوني حذرة حول تناول الشراب بالقرب مني» الذي يقال أنه كان يعرض المشروبات على النساء لممارسة الجنتس معهن. فسر صحفيو إم إس إن بي سي وناشيونال بوست نكتة كوسبي كإشارة إلى مزاعم التخدير والاعتداء الجنسي ضده.

## مدفوعات السكوت والتستر
وقد أفيد أن أحد الأسباب التي جعلت العديد من المدعيات على كوسبي لم يتقدمن في البداية هو أن كوسبي أعطاهم المال مقابل صمتهن. عندما سأل كوسبي في ترشيحه عن رغبته في الحفاظ على هذه القضية أجاب «السيدة كوسبي».
في نوفمبر 2014 صرح فرانك سكوتي مدير المرافق السابق في إن بي سي لصحيفة نيويورك ديلي نيوز أنه أثناء عمله في مسلسل عرض كوسبي قام كوسبي بتوجيه دفعات منتظمة لعدة نساء عن طريق أوامر مالية طلب من سكوتي أن يشتريها باسمه الخاص. ومن بين النساء اللواتي تم تحديدهن في الإيصالات التي احتفظ بها سكوتي لأكثر من 20 عامًا كانت شون تومبسون عشيقة كوسبي التي اعترفت في وقت لاحق أنها أنجبت ابنة منه وأنجيلا ليزلي التي زعمت أن كوسبي حقق تقدمًا جنسيًا غير مرغوب فيه تجاهها في أوائل التسعينيات. سكوتي «يشتبه في أن [كوسبي] كان يمارس الجنس معهن». وأشار أيضًا إلى أن كوسبي «كان يغطي نفسه من خلال تسميتي على [الأوامر المالية]. كنت تغطيته». زعم سكوتي أيضًا أن كوسبي كان يستقبل بانتظام عارضات أزياء طموحات وممثلات في غرفة تبديل ملابسه وأمر سكوتي «بالوقوف خارج الباب وعدم السماح لأي شخص بالدخول». في مقابلة لاحقة لبرنامج «توداي شو» على شبكة إن بي سي قال سكوتي أنه «شعرت بأنني كقواد». محامي كوسبي مارتين سينغر نفى اتهامات سكوتي وقال أن سكوتي البالغ من العمر 90 عاما كان يبحث فقط عن «15 دقيقة من الشهرة».
في إيداع عام 2005 الذي تم الإعلان عنه في يوليو 2015 اعترف كوسبي بتقديم مدفوعات منتظمة إلى تيريز سيريغنيزي بعد ممارسة الجنس معها في السبعينيات.

## روابط خارجية
- فيديو فيروسي يشير إلى مزاعم الاعتداء الجنسي من قبل الكوميدي هانيبال بوريس، أكتوبر 2014
- مقتطفات من ايداع بيل كوسبي في قضية أندريا كونستاند